# Слован (футбольний клуб, Братислава)
ШК «Слован» (Братислава) (словац. ŠK Slovan Bratislava futbal, [ˈslɔʋam ˈbratɕislaʋa]) — словацький футбольний клуб, що базується в районі Нове-Место Братислави. З сезону 2006/07 є постійним учасником словацької Суперліги. До створення Словаччини клуб грав у вищій лізі Чехословаччини протягом 48 сезонів, що є найбільшим показником серед усіх словацьких клубів. В історичній таблиці чемпіонату Чехословаччини клуб посідає третє місце, більше очок набрали лише празькі команди «Спарта» та «Славія».
Клуб був заснований у 1919 році під назвою 1. ČsŠK Bratislava групою чеських чиновників. Хоча клуб був заснований як футбольний, з самого початку він охоплював також інші види спорту — легку атлетику, плавання, гандбол, боротьбу, туризм, фехтування, через два роки додалися велоспорт і хокей (див. ХК «Слован»), а пізніше також теніс, настільний теніс, волейбол, баскетбол, бокс, фігурне катання, регбі, хокей, бейсбол, шахи (див. ШК «Слован») та футзал.
Першим головою клубу став капітан поліції Ріхард Бруннер. Першого великого успіху клуб досяг у 1927 році, коли йому вдалося виграти аматорський чемпіонат Чехословаччини. Він також був першим словацьким клубом, який став виступати у професіональних чехословацьких футбольних турнірах. З встановленням комуністичного режиму, у 1948 році клуб отримав назву «Сокіл», а з 1953 року клуб носить нинішню назву «Слован». До сезону 1984/85 це був останній чехословацький клуб, який ніколи не вилітав з вищого дивізіону країни.
На внутрішній арені клуб здобув більше трофеїв, ніж будь-який інший словацький клуб. Однак найбільшим успіхом є тріумф у Кубку володарів кубків у 1969 році. У фіналі в Базелі «Слован» переміг знаменитий іспанський клуб «Барселона» з рахунком 3:2. На сьогоднішній день це єдиний клуб з колишньої Чехословаччини, якому вдалося здобути один із єврокубків. У той же час він став першим клубом зі Східної Європи, який виграв змагання, організовані УЄФА. «Слован» також делегував велику кількість гравців до збірної Чехословаччини, зокрема у команді, яка виграла чемпіонат Європи 1976 року виступало сім гравців братиславського «Слована» — більше ніж з будь-якої іншої команди, а шість з них також вийшли у фіналі проти німців.

## Історія

### Історичні назви
- 1. ЧСШК «Братислава» (словац. 1. ČsŠK Bratislava, 1919–39)
- ШК «Братислава» (словац. ŠK Bratislava, 1939–48)
- «Сокіл» (Братислава) (словац. Sokol NV Bratislava, 1948–53)
- «УНВ Слован» (Братислава) (словац. ÚNV Slovan Bratislava, 1953–61)
- «Слован ХЗЮД» (Братислава) (словац. Slovan CHZJD Bratislava, 1961–90)
- «Слован» (Братислава) (словац. ŠK Slovan Bratislava, 1990–донині)

### Перші роки існування (1919—1939)

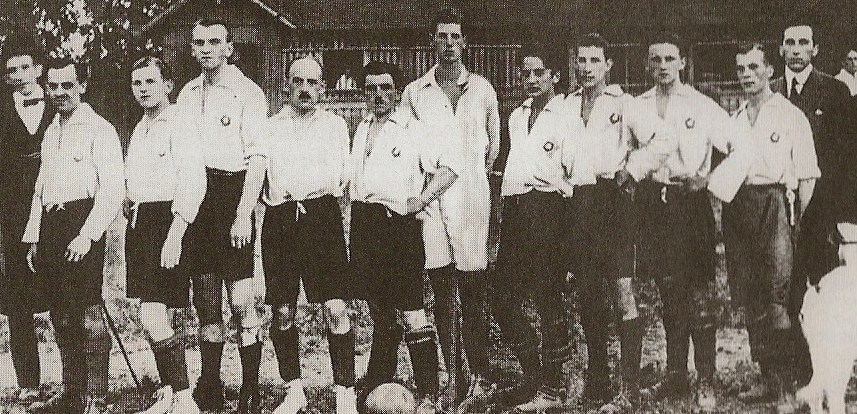
Перший склад 1. ЧСШК «Братислава» у 1919 році. Однак імена самих гравців невідомі.

На рубежі 19 і 20 століть, за часів Австро-Угорської монархії, на території сучасної Словаччини було створено кілька німецьких та угорських футбольних команд. Ідея створити суто словацький клуб виникла від чеських чиновників, які допомагали побудувати нову адміністрацію в Словаччині.
Перша робоча зустріч відбулася 29 березня 1919 року в готелі Grajcia на вулиці Маріанській у Братиславі. Усі учасники погодилися створити незалежний чехословацький клуб. Через три дні в кафе «Панонія» було обрано підготовчу комісію. На наступному засіданні було ухвалено статут і вирішено, що наступні загальні збори відбудуться в їдальні Міністерства адміністрації Словаччини, пізніше в урядовій будівлі на Старому мосту. В результаті 3 травня 1919 року було засновано Перший чехо-словацький спортивний клуб Братислава (Prvý Česko-slovenský športový klub Bratislava), або скорочено 1. ЧСШК «Братислава» (словац. 1. ČsŠK Bratislava). Першим головою став капітан поліції Ріхард Бруннер. Тоді ж відбулися загальні збори і був прийнятий статут.
Перший домашній майданчик клубу був розташований біля озера Кухайда. Після того, як угорські солдати покинули Петржалку, клуб переїхав на правий берег Дунаю. 14 вересня клуб провів перший в історії домашній матч проти братиславської команди PULE. Матч завершився з рахунком 6:0 на користь господарів. Гравці 1. ЧСШК поступово покращували свої результати і разом з ПТЕ, найстарішим клубом міста, були найсильнішими командами післявоєнної Братислави.
У 1922 році прийшов перший значний успіх, коли гравці 1. ЧСШК стали чемпіонами Словаччини у змаганні чемпіонів окремих повітів. З 1925 року Чехословаччина регулярно проводила аматорський чемпіонат. 20 листопада 1927 року 1. ЧСШК пробився до фіналу, в якому переміг команду «Будвайсс» з міста Чеське Будейовіце. Лідерами команди-переможця були Іштван Прібой, Павол Шорал, Штефан Чамбал, Мартін Угер та голкіпер Йозеф Голлі.
У 1930 році клуб вдруге здобув перемогу у цьому змаганні. Роком раніше, у травні 1929 року, братиславська команда здобула одну зі своїх найбільших перемог раннього періоду: команда перемогла у товариській грі англійській «Ньюкасл Юнайтед» з рахунком 8:1.
Після реорганізації чемпіонату Чехословаччини «Братислава» отримала право брати участь у вищому дивізіоні країни з 1935 року і тривалий час була єдиним словацьким клубом, який виступав у цьому змаганні.
Підготовку команди до ігор у професіональному чемпіонаті розпочав угорський тренер Йожеф Браун, який приєднався до клубу в 1934 році. У першому сезоні 1935/36 клуб посів сьоме місце, а в наступних сезонах команда фінішувала четвертою та п'ятою.
У сезоні 1937/38 Брауна замінив Паль Явор, також угорець, але в 1938 році Браун на прізвисько Чібі знову став тренером команди.

### Словацька ліга та повоєнний період (1939—1948)
Наприкінці 1930-х років у країні загострилася національна нетерпимість та антисемітизм. Тоді антиєврейські настрої проникли і в сам братиславський клуб. Жертвою став тренер Йожеф Браун, якому через своє єврейське походження довелося мимоволі покинути не лише посаду, а й саме місто.
За умовами Мюнхенської угоди у 1938 році Чехословаччина фактично припинила своє існування і на початку наступного року була створена Словацька республіка, через що назву команди було змінено на Спортивний клуб Братислави (ШК «Братислава»), а керівниками клубу стали Штефан Чонграді та Алоїз Седлачек.

Ян Арпаш — найкращий бомбардир клубу 1940-х років.

Словацькі клуби вийшли з Чехословацького футбольного союзу і приєдналися до новоствореного Словацького футбольного союзу.
Після анексії Петржалки нацистською Німеччиною, ШК «Братислава» втратила поле на правому березі Дунаю. Міська рада протягнула руку допомоги клубу, надавши дитячий майданчик на території сьогоднішнього Національного тенісного центру. У цей період почалося будівництво нового футбольного поля з легкоатлетичною доріжкою на Тегельному полі. 27 серпня 1939 року збірна Словаччини зіграла свій перший матч в історії. Вона здобула перемогу над Німеччиною з рахунком 2:0, голами відзначились Ян Арпаш та Йозеф Лукнар, обидва — гравці ШК «Братислава» на той момент.
Перший матч на новому стадіоні «Тегельне поле» відбувся 27 квітня 1940 року. «Братислава» зіграла внічию з німецькою «Гертою» (2:2). У період існування незалежної Словацької держави проводились чемпіонати Словаччи і у період з 1939 по 1945 роки клуб виграв чотири чемпіонські титули. Команда під керівництвом легендарного тренера Фердинанда Даучика почала практикувати сучасну систему «Дубль-ве», завдяки чому досягала високих, часто двозначних результатів. Ян Арпаш, пізніше гравець туринського «Ювентуса», за цей період тричі ставав найкращим бомбардиром ліги. Лідерами тієї команди були також Теодор Рейманн, Томаш Порубський, Іван Ходак, Йозеф Лукнар і Леопольд Штястний. Після спалаху Словацького національного повстання 29 серпня 1944 року Словацька національна рада вирішила припинити всі змагання, через що останній сезон чемпіонату Словаччини 1944/45 так і залишився недограним.

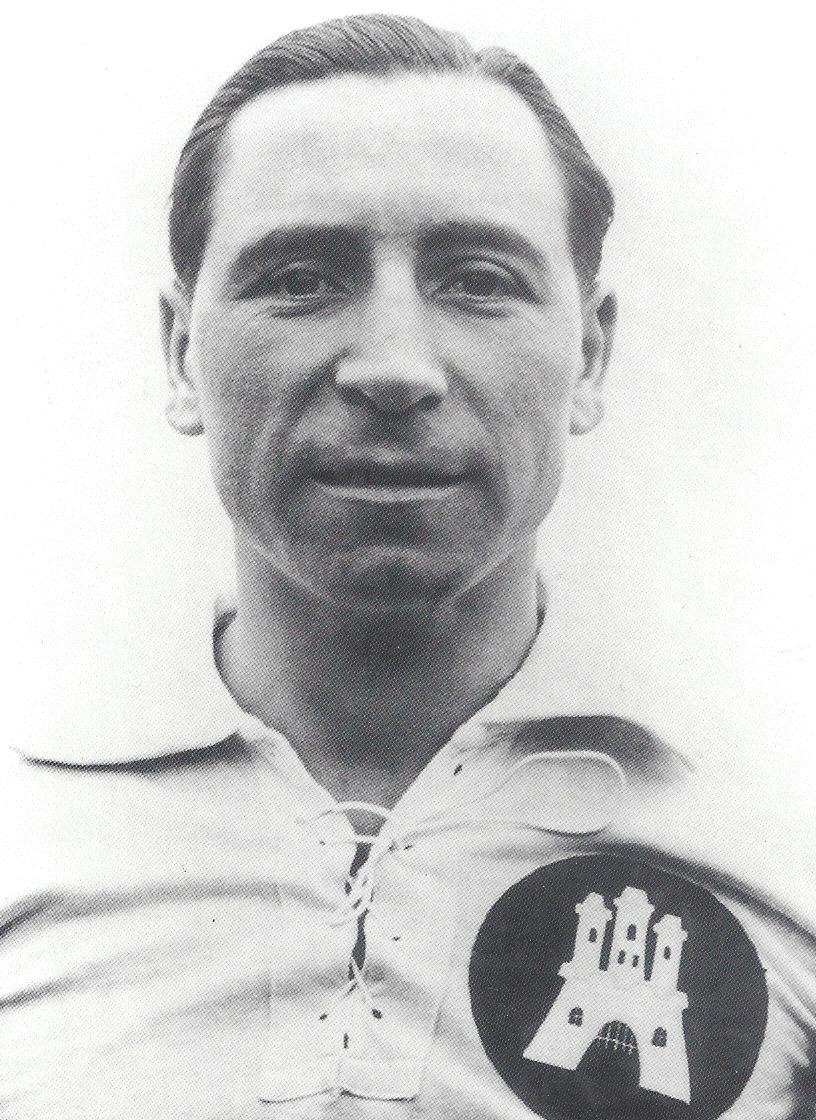
Іван Ходак у формі з емблемою ШК «Братислави».

Після закінчення Другої світової війни була відновлена Чехословаччина і клуб знову став змагатись з кращими чеськими командами, кульмінацією яких стали матчі з празькою «Спартою» та «Славією». Клуб автоматично був включений до вищого дивізіону чемпіонату Чехословаччини на перший сезон 1945/46. Перший післявоєнний матч проти іноземної команди ШК «Братислава» провів у Будапешті проти «Ференцвароша». В Угорщині він програв з рахунком 0:1, а на «Тегельному полі» виграв перед 20 000 глядачів з рахунком 2:1.
У листопаді 1947 року братиславці зіграли проти московської команди ЦБЧА (Москва), а за клуб виступав угорський репатріант Ладіслав Кубала, в майбутньому зірка іспанського клубу «Барселона». У цей період ШК «Братислава» також провів свій перший закордонний тур. У Сполучених Штатах і Мексиці клуб провів вісім ігор, здобувши п'ять перемог, дві нічиї та одну поразку.

### Порушення празької гегемонії та чемпіонський хет-трік (1948—1953)
Після відходу тренера Даучика команду очолив Леопольд Штястний, який вніс у неї елементи сучасного тоді футболу. У 1949 році він здобув з ним перший титул чемпіона Чехословаччини, вже під новою назвою «Сокіл» (Братислава). Це був перший раз, коли чемпіонат Чехословаччини виграв клуб за межами Праги. Штястний пропагував наступальний футбол, і його команда забила 93 голи в сезоні чемпіонату. Лідерами чемпіонської команди були Гейза Шиманський, Властіміл Прейс, Арношт Гложек, Еміл Пажицький, Віктор Тегельгофф, Йозеф Балажі та Владимир Венглар.
«Сокіл» виграв титул у наступних двох сезонах 1950 та 1951. Таким чином він підтвердив своє панівне становище на чехословацькій футбольній сцені в цей період.
У довоєнний період словацькі гравці з'являлися в збірній Чехословаччини лише епізодично. Завдяки успіхам «Сокола» їхня кількість збільшилася і деякі з них стали основними у національній збірній.

### Під назвою «Слован» (1953—1961)
У 1953 році вперше три клуби представляли Братиславу у вищому дивізіоні чемпіонату Чехословаччини: «Червена гвезда», «Славія» та «Сокіл», який змінив свою назву на «Слован». Але навіть під новою назвою команда продовжила боротись за найвищі місця. На той час тренером був колишній гравець клубу Антон Булла.
У 1954 році Леопольд Штястний повернувся до тренерської роботи з командою. Він поступово застосовував нові знання з іноземних джерел, творчо збагачуючи застарілу систему «дубль-ве». Результати його роботи повною мірою проявилися в 1955 році, коли «Слован» завоював свій історично четвертий титул чемпіона ЧСР. У цьому ж сезоні шість словацьких клубів виступали у найвищих змаганнях. Крім того цього ж року «Слован» виграв престижний Кубок Спартакіади (прообраз майбутнього Кубка Чехословаччини) та дійшов до півфіналу Кубка Мітропи. У липні того ж року вони зіграли матч проти бразильського «Ботафого» з Гаррінчою, Нілтоном Сантосом та Жерсоном. Понад 50 тисяч глядачів дивилися матч на трибунах.
У 1956 і 1960 роках «Слован» був близький до нових чемпіонських титулів, але в обох випадках посів друге місце.

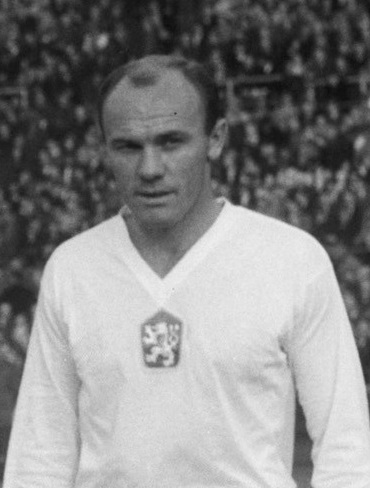
Ян Поплугар — найкращий словацький футболіст 50-річчя (1954—2003), який більшу частину кар'єри провів у «Словані»

### Злиття з «Димитровим» і досягнення найбільшого успіху (1961—1969)
Політичні та економічні події в країні також вплинули на спортивні заходи. 5 серпня 1961 року «Слован» об'єднався з командою «Димитров», через що до назви найвідомішого словацького клубу було додано назву великої хімічної компанії — Хімічного заводу імені Юрая Димитрова (словац. Chemické závody Juraja Dimitrova) і таким чином став називатись «Слован ХЗЮД» (словац. Slovan CHZJD). Також відбулася загальна зміна складу та функціональної структури клубу. Були створені нові спортивні майданчики, а в 1961 році застарілий стадіон «Тегельне поле» було реконструйовано, а його місткість зросла до 45 000 місць. Також було побудовано штучне освітлення, світлове табло та звукова система для всього комплексу.
У 1962 році «Слован» здобув першу перемогу в Кубку Чехословаччини, яку зміг повторити в наступному році. На чемпіонаті світу того року в Чилі Чехословаччина вийшла у фінал, де поступилася сильній збірній Бразилії під керівництвом легендарного Пеле. У складі тієї команди були присутні і гравці «Слована» — голкіпер Вільям Шройф та захисник Ян Поплугар.

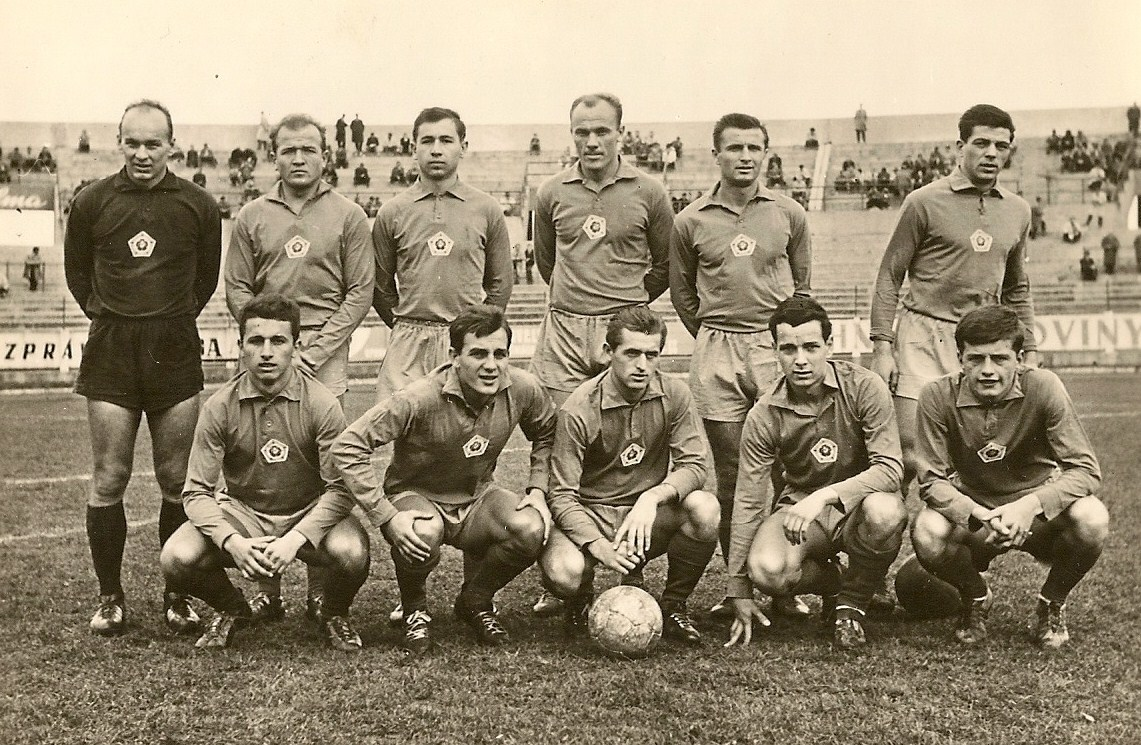
Команда «Слована» у сезоні 1963/64.

«Слован» також чотири рази стартував у Кубку Мітропи, а найбільший успіх досягнув у сезоні 1964 року, коли дійшов до фіналу змагання. Там його суперником був інший чехословацький клуб, «Спарта» (Прага). Перший матч завершився внічию 0:0, але у другій грі братиславці програли 0:2 і не здобули трофей.
Сезон 1965/66 пройшов невдало, команда боролась за виживання, але наступного року «Слован» на чолі з тренером Яном Гуцко посів друге місце. Поступово сформувалася група виняткових гравців, яку в 1968 році прийняв тренер Міхал Вічан. Він приніс із собою прогресивну і в той же час швидку концепцію гри. Після чергової перемоги в Кубку Чехословаччини «Слован» отримав право виступати в Кубку володарів кубків. Празька весна, яка відбулася в Чехословаччині в 1968 році, і була придушена Радянським Союзом, вплинула на перебіг кубка, оскільки багато західних команд відмовлялися грати проти клубів Східного блоку, і пари першого раунду довелося реорганізувати на регіональній основі. Втім, на «Слован» події не вплинули негативно: у першому раунді він пройшов югославський клуб «Бор», а в другому раунді вибив «Порту». Команда Вічана завершила зимові тренування в Аргентині, де вони мали якісні ігрові поля. Ця перевага знайшла своє відображення у чвертьфіналі проти італійського «Торино», який «Слован» пройшов у чвертьфіналі (1:0 і 2:1). У півфіналі на братиславську команду чекала шотландська команда «Данфермлін Атлетік». У цих поєдинках чехословаки мінімально перемогли (1:1 і 1:0) та вийшли до фіналу. У фіналі 21 травня 1969 року в Базелі о дев'ятнадцятій на стадіоні «Санкт-Якоб», «Слован» грав проти «Барселони». Після драматичного перебігу матчу він переміг з рахунком 3:2 і став першою командою з Чехословаччини, яка виграла один із великих кубкових змагань Європи. Це сталося під час урочистостей з нагоди 50-річчя клубу. Після повернення команди до аеропорту Іванка-при-Дунаї їх супроводжував 100-тисячний натовп на вулицях Братислави.

### Епоха Венглоша і виліт у другу лігу (1969—1990)
На рубежі 1960-70-х років суперництво «Слована» та «Спартака» з Трнави досягло кульмінації. Антон Малатинський створив команду в Трнаві, яка виграла п'ять титулів чемпіонату з 1968 по 1973 роки. Тільки «Слован» зміг порушити цю гегемонію в 1970 році. У ці роки словацький футбол переживав золотий період. Про це свідчить той факт, що 17 словацьких футболістів поїхали до Мексики на чемпіонат світу 1970 року, в тому числі семеро гравців «Слована».

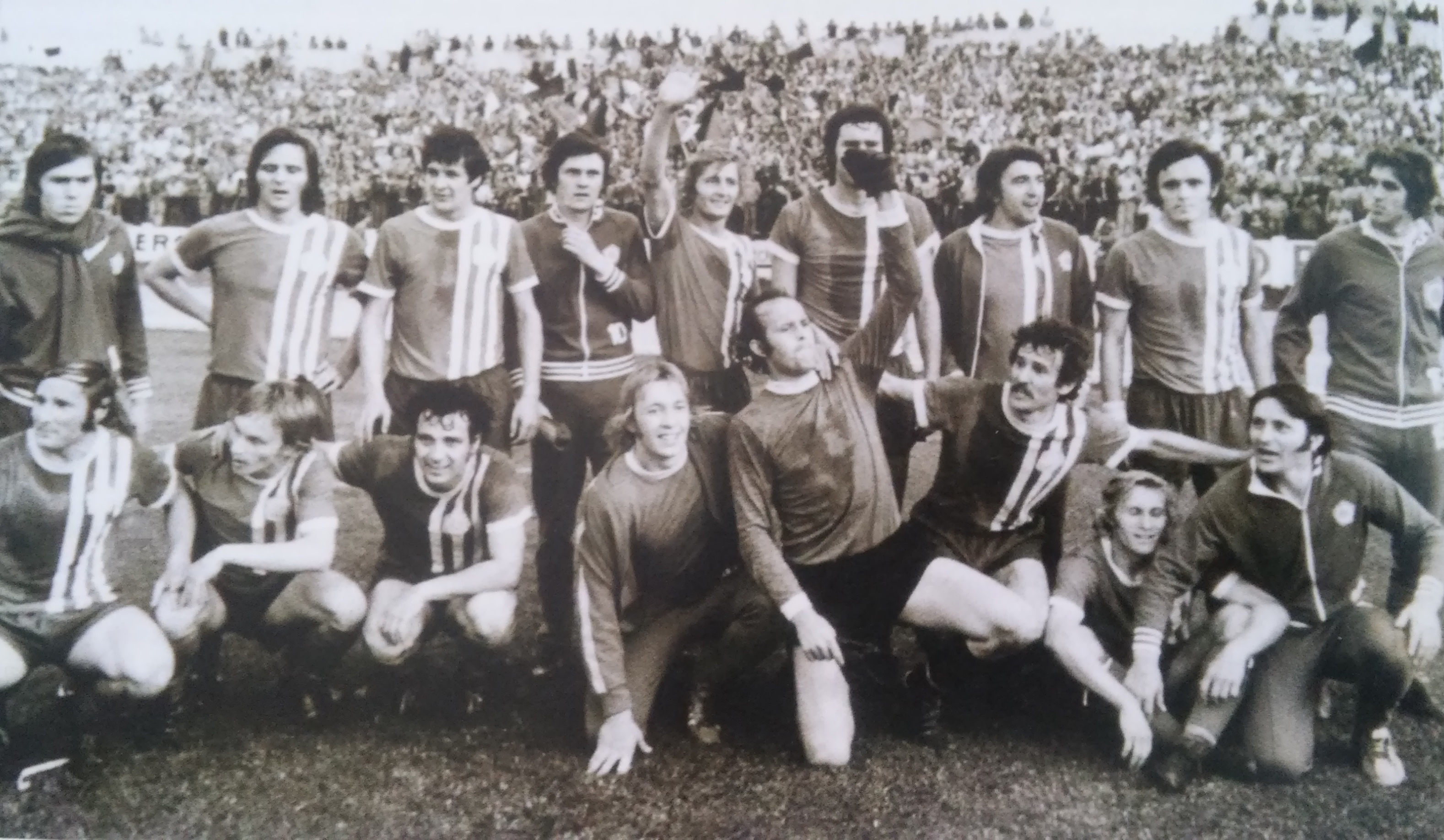
У сезоні 1974/75 футболісти «Словану» святкують здобуття чемпіонського титулу під керівництвом тренера Йозефа Венглоша.

Навесні 1973 року Йозеф Венглош, колишній гравець і відомий експерт, став новим тренером «Слована». Він почав застосовувати професіоналізм і витончені знання на практиці. Змінився розпорядок дня гравців та система гри. У сезонах 1973/74 та 1974/75 «Слован» виграв шостий і сьомий титули чемпіона Чехословаччини і скинув «велику Трнаву» з престолу. Крім того, за весь 1975 календарний рік «Слован» не програв жодного матчу. Також білі втратили третій титул поспіль через обов'язки більшості гравців перед збірною: так Венглош став асистентом головного тренера збірної Вацлава Єжека, а у чемпіонаті Європи 1976 року взяло участь шість гравців «Славії»: Коломан Гег, Ян Пиварник, Йозеф Чапкович, Ян Швеглік, Мар'ян Масний та капітан Антон Ондруш. У списку також був голкіпер Александр Венцель, але він на поле не виходив. У фінальному матчі європейської першості в Белграді ця команда сенсаційно перемогла збірну ФРН і здобула свій перший і єдиний титул чемпіона Європи.
У наступних сезонах «Слован» перестав демонструвати високі результати: так у сезоні 1976/77 клуб посів восьме місце, а в наступні роки клуб здебільшого був середняком чемпіонату. Під час завоювання бронзових медалей на чемпіонаті Європи 1980 року в складі збірної були лише троє гравців братиславського клубу: Гег, Масний та Ондруш. Через два роки «Слован» тріумфував у Кубку Чехословаччини. Це був його останній успіх на тривалий час.
В останньому матчі кваліфікації до чемпіонату Європи 1984 року проти Румунії на «Тегельному полі» взяв участь лише один гравець «Слована», Мілан Луговий. «Слован» опускався все нижче і нижче і в 1983 році боровся за виживання у найвищому дивізіоні із «Збройовкою» (Брно). Не допомогло й трирічне перебування на посаді головного тренера зіркового Антона Малатинського. У сезоні 1984/85 «Слован» на чолі з Яном Гуцком вилетів з вищого дивізіону через п'ятдесят років. До цього часу він був останньою командою, яка ніколи не вилітала.
Після трьох сезонів, проведених у нижчих змаганнях, «Слован» повернувся до елітного дивізіону. Вони виграли чемпіонат Словаччини, другий дивізіон країни, в сезоні 1987/88 під керівництвом тренера Яна Захара, після чого на два сезони головним тренером став досвідчений Йозеф Янкех.

### Досягнення під керівництвом Галіса (1990—1996)
З 1990 року клуб став носити назву «Слован» (словац. ŠK Slovan Bratislava) і перед сезоном 1990/91 новим тренером команди став Душан Галіс, який раніше очолював резервний склад. Під тиском гравців і тренера все керівництво клубу пішло у відставку в грудні того ж року. До нового керівництва клубу увійшли Ярослав Чаніга, Юрай Мюнцнер та відомий кардіохірург Віліам Фішер. У першому сезоні під керівництвом Душана Галіса «Слован» фінішував на другому місці в турнірній таблиці, відстававши від чемпіона «Спарти» лише на одне очко. Глядачі знову почали повертатися на «Тегельне поле», а команда знову стала регулярно поставляти гравців для збірної Чехословаччини. Ними стали нове покоління «Слована» — Александер Венцель-молодший, Душан Тіттел, Ондрей Криштофік, Ладислав Пецко та Ярослав Тімко.
У вересні 1991 року «Слован» зіграв два матчі проти мадридського «Реалу» в Кубку УЄФА. Зігравши 1:2 і 1:1 він вибув, але залишив чудове враження. За рік чемпіонату вони не програли 28 матчів, а наприкінці сезону порадували вболівальників восьмим і останнім титулом чемпіона Чехословаччини. «Слован» чекав на нього сімнадцять років. Найбільшу заслугу в цьому здобутку мали Александер Венцель-молодший, Душан Тіттел, Ондрей Криштофік, Владимир Кіндер, Мілош Глонек, Ладислав Пецко, Томаш Ступала, Ярослав Тімко та найкращий бомбардир змагань Петер Дубовський. У цей період чехословацький футбол пройшов процес професіоналізації. Професіональні контракти підписав 21 гравець з основного складу «Слована».
В останньому розіграші чемпіонату Чехословаччини «Спарта» виграла титул, випередивши «Славію», а «Слован» фінішував третім. Не допоміг клубу і 21 гол Дубовського, завдяки якому він повернув собі звання найкращого бомбардира турніру. Потім молодий форвард перейшов у зірковий «Реал».
У першому розіграші чемпіонату Словаччини взяло участь дванадцять, а «Слован», який перед сезоном підсилився першим знаковим легіонером, аргентинцем Фабіо Нігро, домінував на всіх фронтах. Окрім титулу чемпіона країни, вони виграли Кубок та Суперкубок Словаччини. На перший план вийшли такі гравці, як Роберт Томашек, Маріан Земан, Штефан Майкснер або Павол Гостич.
У наступні роки «Слован» залишався беззаперечним футбольним лідером молодої країни, вигравши також чемпіонський титул у наступних сезонах 1994/95 та 1995/96. При цьому у перші два роки «Слован» програв лише по два матчі чемпіонату, а у третьому взагалі один. Втім у єврокубках команда не могла показати результати, вилітаючи на ранніх стадіях від грізних «Мілана», «Кайзерслаутерна» та «Боруссії» (Дортмунд).
Влітку 1996 року клуб зіткнувся з фінансовими труднощами, які не дозволили гравцям отримувати гроші. Результатом став відхід кількох гравців до конкуруючих клубів і відсторонення голови клубу Чаніги. Новим тимчасовим президентом клубу став Антон Ондруш.

### Повернення чемпіонства і подальший виліт (1996—2004)

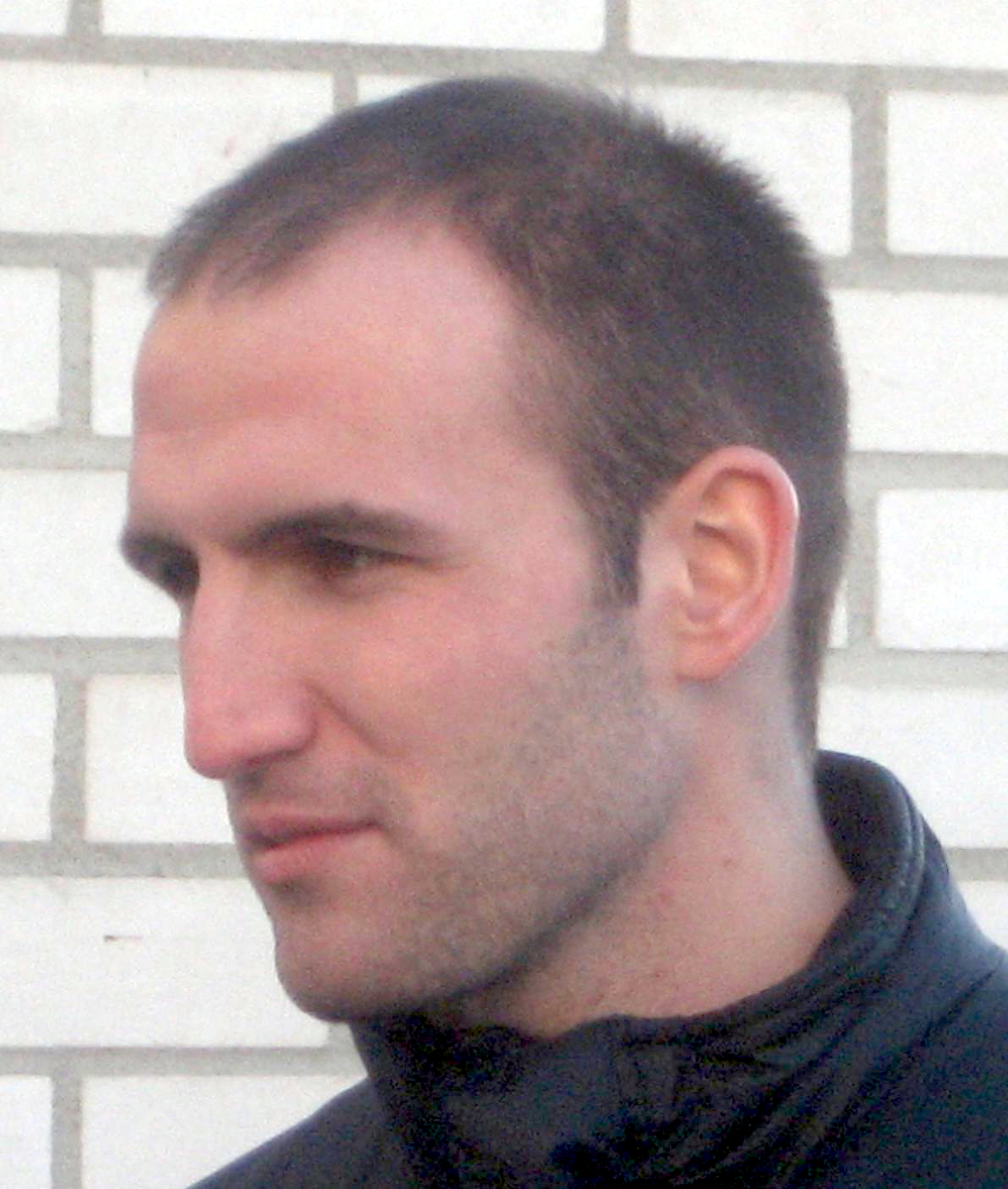
Роберт Віттек — найкращий бомбардир «Слована» і збірної Словаччини початку 2000-х років.

Економічна ситуація покращилася лише після приходу нового керівництва на чолі з Яном Дуцьким і головним спонсором SPP. Після двох сезонів, в яких виграв титул «Кошице», «Слован» повернув собі чемпіонський титул в сезоні 1998/99. Лідерами тієї команди на чолі з тренером Станіславом Григою були Мирослав Кеніг, Станіслав Варга, Мілан Тімко, Роберт Томашек, Йозеф Майорош, Тібор Янчула та Жолт Горняк.
Святкування чемпіонського титулу та 80-річчя клубу зірвала несподівана подія. Голову клубу, члена політичної партії HZDS Яна Дуцького розстріляли перед власним будинком, що також позбавило клуб підтримки словацького газового господарства і «Слован» опинився без головного мецената. В результаті у попередньому раунді Ліги чемпіонів 1999/00 клуб несподівано вилетів від кіпрського «Анортосіса», через що тренера Григу звільнили, але фінансова криза продовжувала поглиблюватися. Голова ради директорів Людовіт Злоха подав у відставку і його замінив Роман Дубень.
Сезон 2000/01 «Слован» розпочав добре, під керівництвом тренера Станіслава Ярабека не програв у перших п'ятнадцяти матчах чемпіонату, а коли рік закінчився сімнадцятьма непрограними матчами, тренер встановив новий рекорд чемпіонату Словаччини — 32 непрограні матчі поспіль. Однак і цього виявилося недостатньо для титулу, який здобув міський суперник «Інтер». У наступні сезони «Слован» все більше займався екзистенційними проблемами. Час від часу змінювалися тренери на лаві запасних (з 2001 до кінця 2004 року в команді було змінено 12 тренерів), а в заявці з'являлись нові молоді і талановиті гравці, але навіть 19 голів молодого бомбардира Роберта Віттека у сезоні 2002/03 не дозволили команді виграти трофей, вони стали лише третіми.
А вже в наступному сезоні 2003/04, після продажу Віттека в «Нюрнберг», «Слован» фінішував на десятому місці і вперше вибув з вищого словацького дивізіону.

### Рекордний титул, вихід до Ліги Європи, роки невдач, тріумфи у внутрішньому кубку (2004—2018)
24 січня 2005 року «Слован» був проданий новому власнику, а головою клубу став колишній міністр економіки Людовіт Чернак. Одним із своїх перших цілей він поставив виплату боргів колишніх гравців клубу. У сезоні 2005/06 «Слован» через два роки повернувся до вищого дивізіону і у першому сезоні після повернення під керівництвом досвідченого тренера Йозефа Янкеха фінішував на третьому місці.
У 2008/09 році клуб відзначив своє 90-річчя. Цього сезону він повернувся на словацький футбольний трон, вигравши чемпіонський титул через десять років під керівництвом Ладислава Пецка.

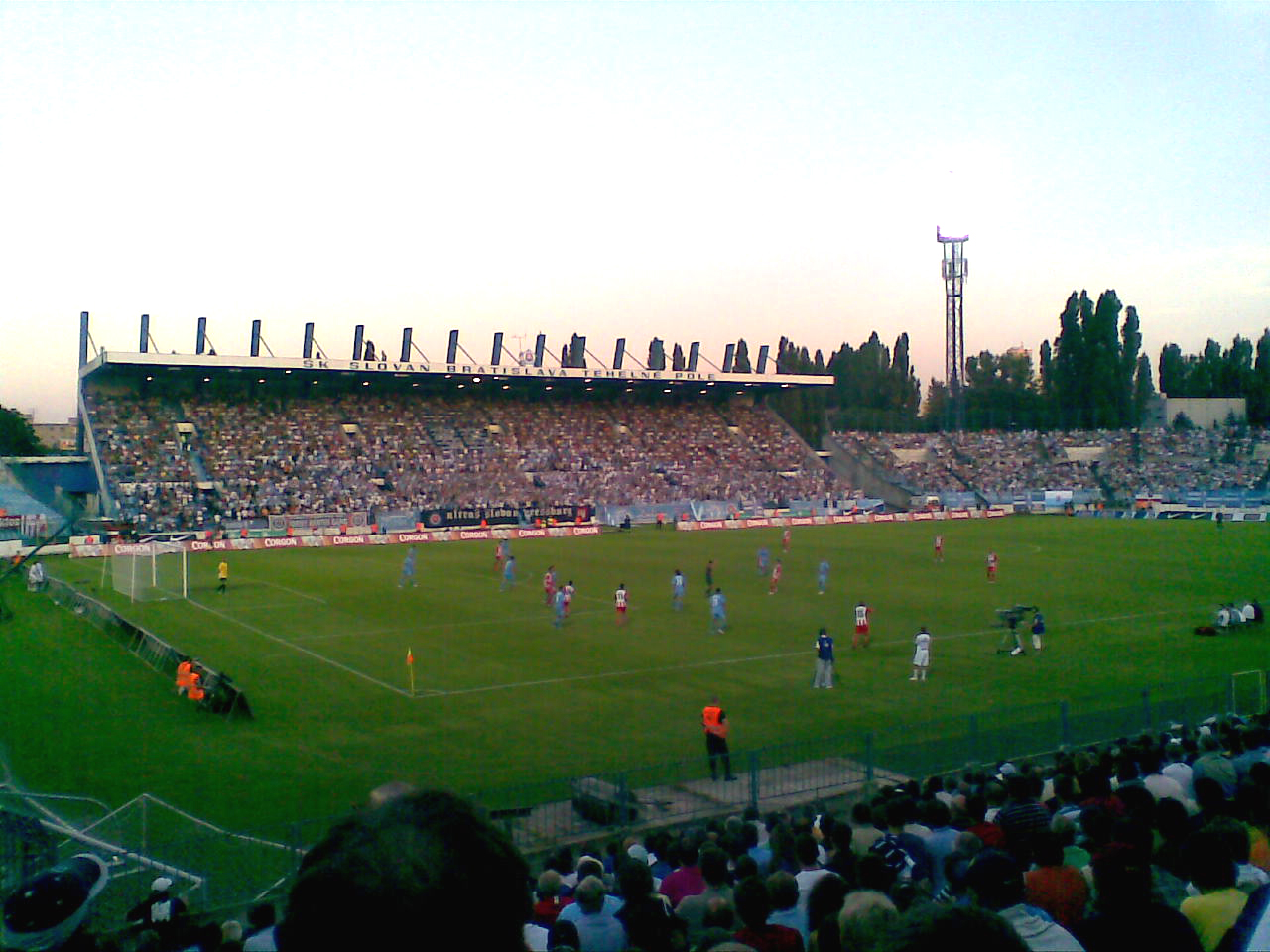
«Слован» в матчі Ліги чемпіонів проти «Олімпіакоса» в останній рік своїх виступів на старій арені «Тегельне поле». 2009 рік.

2009 року новим власником клубу став підприємець Іван Кмотрік, колишній власник «Артмедії». Того ж року команда вперше у новому тисячолітті виграла Суперкубок Словаччини. Під час святкування ювілею на «Тегельне поле» приїхав італійський клуб «Наполі», а колишній гравець «Словану» Марек Гамшик був капітаном італійського клубу. У другому раунді Ліги чемпіонів словаки обіграли боснійський «Зриньські» (Мостар), але вибули в наступному раунді від «Олімпіакоса» (Пірей).
Після весняної частини сезону 2009/10 «Слован» через 69 років покинув стадіон «Тегельне поле», де почали планувати роботи зі знесення. Заплановане будівництво нового стадіону так і не втілилося в життя, незважаючи на обіцянки керівництва. Натомість новою домашньою ареною клубу став стадіон «Пасьєнки», на якому грав головний суперник міста, «Інтер».
Незважаючи на втрату рідного стадіону, сезон 2010/11 для клубу був дуже вдалим. Підопічні чеського тренера Карела Яроліма продемонстрували відмінну гру і втретє в історії клубу виграли «золотий дубль» — чемпіонат та Кубок Словаччини. Здобувши шостий титул чемпіона, вони випередили «Жиліну» в історичній таблиці словацького чемпіонату. Найкращим бомбардиром сезону став Філіп Шебо, який забив двадцять голів.
У третьому кваліфікаційному раунді Ліги чемпіонів 2011/12 «Слован» несподівано програв кіпрському АПОЕЛу (0:2, 0:0), але потрапивши до четвертого попереднього раунду Ліги Європи не менш несподівано пройшов італійську «Рому» (1:0, 1:1). Завдяки цьому «Слован» вперше в історії потрапив у груповий етап Ліги Європи.
В сезоні 2012/13 «Слован» виграв ще один «золотий дубль», але в Лізі Європи виступив вкрай невдало, вилетівши вже у першому раунді від угорського «Відеотона».
«Слован» здобув восьмий титул чемпіона в історії незалежної Словаччини в сезоні 2013/14. Після невдалого старту легендарний тренерський дует Душан Галіс — Йозеф Валович повернувся до команди через сімнадцять років. Ще одним поверненням став нападник клубу Роберт Віттек, тоді найкращий бомбардир збірної Словаччини. Єдиним розчаруванням сезону стала поразка у фіналі Кубка Словаччини від «Кошице», а також швидкий виліт з єврокубків від болгарської команди «Лудогорець» (Разград).

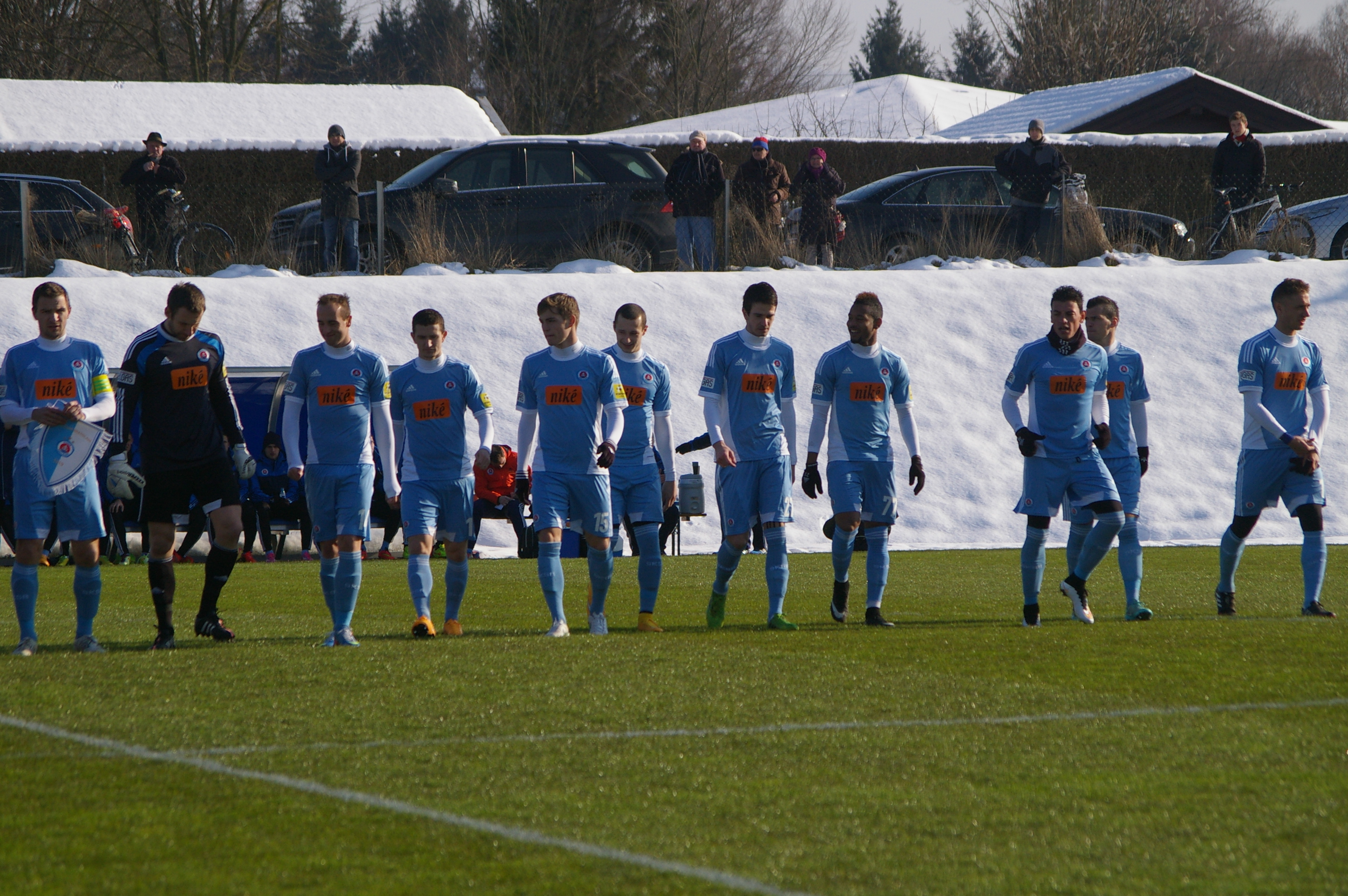
«Слован» у сезоні 2014/15.

В сезоні 2014/15 у Лізі чемпіонів «Слован» пройшов валлійський «Нью-Сейнтс» та молдовський «Шериф», але в останньому раунді поступився білоруському БАТЕ (Борисов). Тим не менш ця поразка дозволила команді вийти до групового етапу Ліги Європи. Однак у матчах з «Наполі», «Спартою» та «Янг Бойзом» він не набрав жодного очка і забив лише один гол, ставши найслабшим учасником змагань. У чемпіонаті «Слован» також не досяг успіху, що призвело до звільнення чеського тренера Франтішека Страки.
В наступні три роки команда не могла ані пробитись до групових етапів Ліги Європи УЄФА, ані стати чемпіоном, через що у клубі почались часті зміни тренерів. Після Страки команду очолювали зокрема Йозеф Хованець, Душан Тіттел і навіть кіпріот Нікодімос Папавасілею, проте жоден надовго не затримався.
Протягом сезону 2017/18 до команди прийшли такі гравці, як Васил Божиков, Кенан Байрич, Моха, Давід Голман та бомбардир Андраж Шпорар, які сформували кістяк клубу в наступні роки.

### Успіхи після повернення на «Тегельне поле» (2019–)

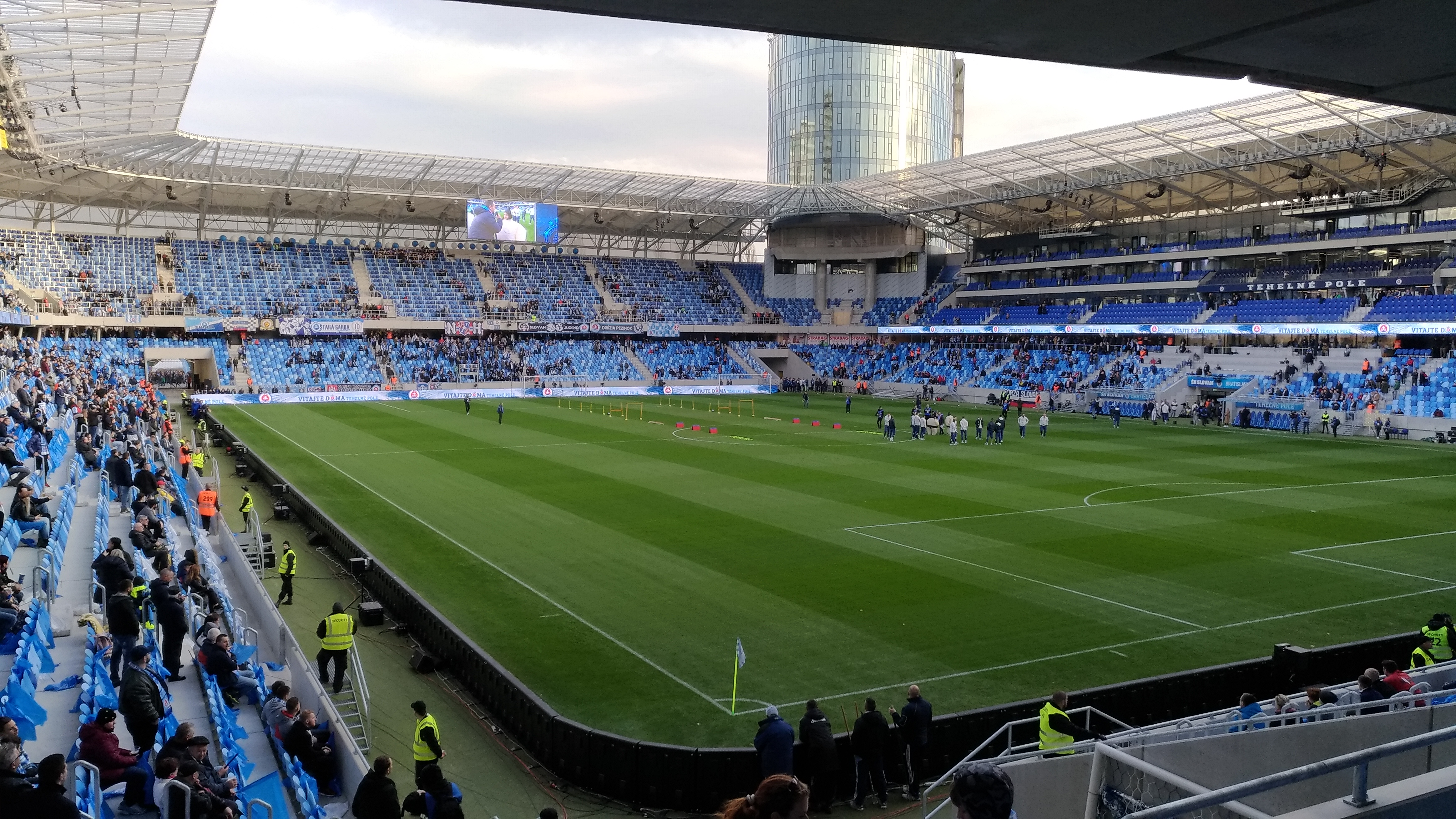
Нова арена клубу, відкрита 2019 року.

#### Сезон 2018/19
Перед весняною частиною сезону 2018/19 «білі» повернулися на «Тегельне поле» через роки і цей сезон був вдалим, оскільки «Слован» через п'ять років здобув титул чемпіона Словаччини. Однак сезон був трохи затьмарений виключенням команди з Кубку Словаччини, оскільки «Слован» використав у матчі з клубом п'ятого дивізіону «Горне Орешани» новачка клубу Марина Любичича, який отримав червону картку у останній грі кубку за свою стару команду ДАК 1904 і тому не мав права грати у цьому матчі. Також «Слован» вилетів у третьому попередньому раунді Ліги Європи від віденського «Рапіда».

#### Сезон 2019/20
Влітку 2019 року команда несподівано вилетіла в першому попередньому раунді Ліги чемпіонів УЄФА 2019/20 від чорногорського клубу «Сутьєска» (Никшич), через що головний тренер Мартін Шевела був звільнений, а тренерське крісло зайняв Ян Козак-молодший. Під його керівництвом братиславці пройшли ірландський «Дандолк» (перемоги вдома 1:0 і на виїзді 3:1) і грецький ПАОК (перемога вдома 1:0 і поразка на виїзді 2:3) та втретє в історії клубу потрапили до групового етапу Ліги Європи УЄФА. Там у протистоянні з командами «Бешикташ» (Туреччина), «Брага» (Португалія) і «Вулвергемптон Вондерерз» (Англія) «Слован» фінішував на третьому місці з чотирма очками і не вийшов у весняний плей-оф.
У сезоні 2019/20 «білі» вп'яте в історії команди виграли «золотий дубль», а завдяки виступам на груповому етапі єврокубку це був один із найуспішніших сезонів у новітній історії команди. Навесні 2020 року клуб підсилився словацьким півзахисником Володимиром Вайсом-молодшим, який до того ніколи не грав у чемпіонаті Словаччини.

#### Сезон 2020/21
Наступний сезон розпочався для «Слована» не дуже вдало, словацький клуб спочатку мав стартувати в першому попередньому раунді Ліги чемпіонів проти клубу «Клаксвік» з Фарерських островів, але через коронавірусну інфекцію кількох гравців команди матч не відбувся, а словакам зарахували технічну поразку. До гри Ліги Європи гравці «Слована» вилікувались, але там команда одразу вилетіла від фінського КуПСа в серії пенальті. Втім на внутрішній арені команда під керівництвом Владімира Вайсса-старшого, який повернувся до братиславської команди приблизно через сім з половиною років, виступила вдало, знову вигравши «золотий дубль», таким чином зуміла захистити обидва трофеї за сезон вперше в історії команди.

#### Сезон 2021/22
Восени 2021 року «Слован» пройшов «Шемрок Роверс» з Ірландії (перемога 2:0 вдома і поразка 1:2 на виїзді) вийшов до другого попереднього раунду Ліги чемпіонів УЄФА 2021/22, де вилетів від швейцарського клубу «Янг Бойз» з Берна після домашньої нічиї 0:0 і поразки в гостях 2:3. В підсумку команда потрапила до третього кваліфікаційного раунду Ліги Європи УЄФА 2021/22, де пройшла «Лінкольн Ред Імпс» з Гібралтару (перемога 3:1 на виїзді і нічия 1:1 вдома), але в четвертому раунді не змогла пройти грецьку команду «Олімпіакос» (поразка 0:3 на виїзді і нічия 2:2 вдома). Втім завдяки створенню нового євротурніру, «Слован» потрапив до групи F Ліги конференцій УЄФА 2021/22 разом з «Копенгагеном» (поразки вдома 1:3 і на виїзді 0:2), ПАОКом (нічиї в гостях 1:1 і вдома 0:0) і знову «Лінкольн Ред Імпс» (перемога вдома 2:0 і на виїзді 4:1). В результаті клуб фінішував на третьому місці в групі, чого було недостатньо для виходу у плей-оф.
У сезоні 2021/22 клуб виграв четвертий титул чемпіона країни поспіль і став першим клубом в історії словацького футболу, який зумів показати такий результат. Однак кубок втретє поспіль братиславцям здобути не вдалось, оскільки вони програли у фіналі «Спартаку» (Трнава) з рахунком 1:2 після додаткового часу.

## Досягнення

### Внутрішні
- Чемпіон Словаччини (19): 1940, 1941, 1942, 1944, 1994, 1995, 1996, 1999, 2009, 2011, 2013, 2014, 2019, 2020, 2021, 2022, 2023, 2024, 2025

- Володар кубка Словаччини (17): 1970, 1972, 1974, 1976, 1982, 1983, 1989, 1994, 1997, 1999, 2010, 2011, 2013, 2017, 2018, 2020, 2021

- Володар Суперкубка Словаччини (5): 1993, 1994, 1996, 2009, 2014

- Чемпіон Чехословаччини (8): 1949, 1950, 1951, 1955, 1970, 1974, 1975, 1992

- Володар кубка Чехословаччини (5): 1962, 1963, 1968, 1974, 1982

### Європейські
- Кубок володарів Кубків
  - Переможець (1): 1969

## Склад команди
Станом на 21 жовтня 2024
| №  | Поз. | Нац.                 | Гравець                  |
| -- | ---- | -------------------- | ------------------------ |
| 2  | ЗХ   | Бельгія              | Сімен Вут                |
| 4  | ЗХ   | Грузія               | Гурам Кашія              |
| 6  | ЗХ   | Австрія              | Кевін Віммер             |
| 7  | ПЗ   | Словаччина           | Владімір Вайсс (капітан) |
| 8  | НП   | Нігерія              | Елвіс Ісаак              |
| 10 | ПЗ   | Хорватія             | Марко Толич              |
| 11 | ПЗ   | Вірменія             | Тигран Барсегян          |
| 12 | ЗХ   | Словенія             | Кенан Байрич             |
| 13 | НП   | Словаччина           | Давид Стрелец            |
| 17 | ЗХ   | Чехія                | Юрій Медведєв            |
| 18 | НП   | Словаччина           | Ніно Марчеллі            |
| 20 | ПЗ   | Боснія і Герцеговина | Ален Мустафич            |
| 21 | НП   | Словаччина           | Роберт Мак               |

| №  | Поз. | Нац.       | Гравець           |
| -- | ---- | ---------- | ----------------- |
| 23 | НП   | Гана       | Зуберу Шарані     |
| 25 | ЗХ   | Словаччина | Лукаш Паушек      |
| 26 | ПЗ   | Словаччина | Артур Гайдош      |
| 27 | ЗХ   | Словаччина | Матуш Войтко      |
| 28 | ЗХ   | Панама     | Сезар Блекмен     |
| 31 | ВР   | Словаччина | Мартін Трновський |
| 33 | ПЗ   | Словаччина | Юрай Куцка        |
| 35 | ВР   | Словаччина | Адам Грдіна       |
| 37 | ПЗ   | Словаччина | Юліус Шеке        |
| 71 | ВР   | Словаччина | Домінік Такач     |
| 77 | ПЗ   | Україна    | Данило Ігнатенко  |
| 88 | ПЗ   | Греція     | Кіріякос Саввідіс |
| 93 | НП   | Франція    | Ідьєссі Мецоко    |

## Виступи по сезонах
Джерело:
| Чехословаччина (1935—1938)       |                                       |        |    |    |    |    |     |    |     |    |     |
| Сезони                           | Ліга                                  | Рівень | І  | В  | Н  | П  | МЗ  | МП | РМ  | О  | М   |
| 1935/36                          | Státní liga                           | 1      | 26 | 10 | 5  | 11 | 50  | 61 | −11 | 25 | 7.  |
| 1936/37                          | Státní liga                           | 1      | 22 | 11 | 5  | 6  | 44  | 36 | +8  | 27 | 4.  |
| 1937/38                          | Státní liga                           | 1      | 22 | 10 | 1  | 11 | 46  | 53 | −7  | 21 | 5.  |
| Словацька республіка (1938—1944) |                                       |        |    |    |    |    |     |    |     |    |     |
| Сезони                           | Ліга                                  | Рівень | І  | В  | Н  | П  | МЗ  | МП | РМ  | О  | М   |
| 1938/39                          | 1. slovenská liga                     | 1      | 8  | 7  | 1  | 0  | 30  | 11 | +19 | 15 | 2.  |
| 1939/40                          | 1. slovenská liga                     | 1      | 22 | 18 | 1  | 3  | 100 | 22 | +78 | 37 | 1.  |
| 1940/41                          | 1. slovenská liga                     | 1      | 22 | 14 | 4  | 4  | 90  | 33 | +57 | 32 | 1.  |
| 1941/42                          | 1. slovenská liga                     | 1      | 22 | 13 | 5  | 4  | 82  | 35 | +47 | 31 | 1.  |
| 1942/43                          | 1. slovenská liga                     | 1      | 22 | 14 | 2  | 6  | 72  | 33 | +39 | 30 | 2.  |
| 1943/44                          | 1. slovenská liga                     | 1      | 22 | 18 | 2  | 2  | 121 | 34 | +87 | 38 | 1.  |
| Чехословаччина (1945—1993)       |                                       |        |    |    |    |    |     |    |     |    |     |
| Сезони                           | Ліга                                  | Рівень | І  | В  | Н  | П  | МЗ  | МП | РМ  | О  | М   |
| 1945/46                          | Státní liga — sk. A                   | 1      | 18 | 9  | 3  | 6  | 54  | 41 | +13 | 21 | 3.  |
| 1946/47                          | Státní liga                           | 1      | 26 | 13 | 2  | 11 | 78  | 48 | +30 | 28 | 6.  |
| 1947/48                          | Státní liga                           | 1      | 20 | 10 | 4  | 6  | 57  | 31 | +26 | 24 | 3.  |
| 1949                             | Celostátní československé mistrovství | 1      | 26 | 18 | 5  | 3  | 93  | 33 | +60 | 41 | 1.  |
| 1950                             | Celostátní československé mistrovství | 1      | 26 | 16 | 3  | 7  | 62  | 35 | +27 | 35 | 1.  |
| 1951                             | Mistrovství československé republiky  | 1      | 26 | 14 | 5  | 7  | 58  | 36 | +22 | 33 | 1.  |
| 1952                             | Mistrovství československé republiky  | 1      | 26 | 18 | 4  | 4  | 59  | 25 | +34 | 40 | 2.  |
| 1953                             | Přebor československé republiky       | 1      | 13 | 5  | 3  | 5  | 26  | 21 | +5  | 13 | 9.  |
| 1954                             | Přebor československé republiky       | 1      | 22 | 10 | 5  | 7  | 35  | 28 | +7  | 25 | 5.  |
| 1955                             | Přebor československé republiky       | 1      | 22 | 13 | 5  | 4  | 41  | 14 | +27 | 31 | 1.  |
| 1956                             | 1. liga                               | 1      | 22 | 10 | 7  | 5  | 37  | 23 | +14 | 27 | 2.  |
| 1957/58                          | 1. liga                               | 1      | 33 | 15 | 7  | 11 | 58  | 45 | +13 | 37 | 4.  |
| 1958/59                          | 1. liga                               | 1      | 26 | 8  | 8  | 10 | 38  | 36 | +2  | 24 | 8.  |
| 1959/60                          | 1. liga                               | 1      | 26 | 12 | 8  | 6  | 53  | 31 | +22 | 32 | 2.  |
| 1960/61                          | 1. liga                               | 1      | 26 | 12 | 5  | 9  | 45  | 29 | +16 | 29 | 3.  |
| 1961/62                          | 1. liga                               | 1      | 26 | 13 | 1  | 12 | 51  | 38 | +13 | 27 | 7.  |
| 1962/63                          | 1. liga                               | 1      | 26 | 10 | 5  | 11 | 45  | 40 | +5  | 25 | 7.  |
| 1963/64                          | 1. liga                               | 1      | 26 | 14 | 7  | 5  | 50  | 25 | +25 | 35 | 2.  |
| 1964/65                          | 1. liga                               | 1      | 26 | 7  | 14 | 5  | 35  | 26 | +9  | 28 | 6.  |
| 1965/66                          | 1. liga                               | 1      | 26 | 9  | 7  | 10 | 34  | 29 | +5  | 25 | 7.  |
| 1966/67                          | 1. liga                               | 1      | 26 | 14 | 7  | 5  | 33  | 17 | +16 | 35 | 2.  |
| 1967/68                          | 1. liga                               | 1      | 26 | 13 | 4  | 9  | 36  | 20 | +16 | 30 | 2.  |
| 1968/69                          | 1. liga                               | 1      | 26 | 12 | 10 | 4  | 35  | 18 | +17 | 34 | 2.  |
| 1969/70                          | 1. liga                               | 1      | 30 | 16 | 11 | 3  | 39  | 15 | +24 | 43 | 1.  |
| 1970/71                          | 1. liga                               | 1      | 30 | 11 | 10 | 9  | 34  | 28 | +6  | 32 | 6.  |
| 1971/72                          | 1. liga                               | 1      | 30 | 18 | 6  | 6  | 68  | 37 | +31 | 42 | 2.  |
| 1972/73                          | 1. liga                               | 1      | 30 | 12 | 5  | 13 | 32  | 31 | +1  | 29 | 8.  |
| 1973/74                          | 1. liga                               | 1      | 30 | 15 | 7  | 8  | 58  | 39 | +19 | 37 | 1.  |
| 1974/75                          | 1. liga                               | 1      | 30 | 16 | 7  | 7  | 72  | 34 | +38 | 39 | 1.  |
| 1975/76                          | 1. liga                               | 1      | 30 | 15 | 6  | 9  | 49  | 25 | +24 | 36 | 2.  |
| 1976/77                          | 1. liga                               | 1      | 30 | 12 | 5  | 13 | 44  | 38 | +6  | 29 | 8.  |
| 1977/78                          | 1. liga                               | 1      | 30 | 11 | 7  | 12 | 53  | 46 | +7  | 29 | 8.  |
| 1978/79                          | 1. liga                               | 1      | 30 | 8  | 12 | 10 | 35  | 32 | +3  | 28 | 10. |
| 1979/80                          | 1. liga                               | 1      | 30 | 11 | 7  | 12 | 31  | 35 | −4  | 29 | 11. |
| 1980/81                          | 1. liga                               | 1      | 30 | 12 | 5  | 13 | 40  | 38 | +2  | 29 | 9.  |
| 1981/82                          | 1. liga                               | 1      | 30 | 11 | 7  | 12 | 42  | 47 | −5  | 29 | 10. |
| 1982/83                          | 1. liga                               | 1      | 30 | 8  | 10 | 12 | 34  | 51 | −17 | 26 | 13. |
| 1983/84                          | 1. liga                               | 1      | 30 | 8  | 11 | 11 | 45  | 46 | −1  | 27 | 9.  |
| 1984/85                          | 1. liga                               | 1      | 30 | 6  | 7  | 17 | 24  | 59 | −35 | 19 | 16. |
| 1985/86                          | 1. SNFL                               | 2      | 30 | 17 | 8  | 5  | 45  | 23 | +22 | 42 | 2.  |
| 1986/87                          | 1. SNFL                               | 2      | 30 | 20 | 5  | 5  | 60  | 17 | +43 | 45 | 2.  |
| 1987/88                          | 1. SNFL                               | 2      | 30 | 19 | 7  | 4  | 51  | 18 | +33 | 45 | 1.  |
| 1988/89                          | 1. liga                               | 1      | 30 | 13 | 4  | 13 | 41  | 39 | +2  | 30 | 7.  |
| 1989/90                          | 1. liga                               | 1      | 30 | 10 | 15 | 5  | 29  | 25 | +4  | 35 | 5.  |
| 1990/91                          | 1. liga                               | 1      | 30 | 16 | 6  | 8  | 42  | 27 | +15 | 38 | 2.  |
| 1991/92                          | 1. liga                               | 1      | 30 | 23 | 5  | 2  | 60  | 19 | +41 | 51 | 1.  |
| 1992/93                          | 1. liga                               | 1      | 30 | 19 | 4  | 7  | 61  | 31 | +30 | 42 | 3.  |
| Словаччина (1993–)               |                                       |        |    |    |    |    |     |    |     |    |     |
| Сезони                           | Ліга                                  | Рівень | І  | В  | Н  | П  | МЗ  | МП | РМ  | О  | М   |
| 1993/94                          | 1. liga                               | 1      | 32 | 20 | 10 | 2  | 63  | 28 | +35 | 50 | 1.  |
| 1994/95                          | 1. liga                               | 1      | 32 | 21 | 9  | 2  | 63  | 25 | +38 | 72 | 1.  |
| 1995/96                          | 1. liga                               | 1      | 32 | 22 | 9  | 1  | 79  | 20 | +59 | 75 | 1.  |
| 1996/97                          | 1. liga                               | 1      | 30 | 15 | 5  | 10 | 49  | 33 | +16 | 50 | 3.  |
| 1997/98                          | Mars superliga                        | 1      | 30 | 12 | 9  | 9  | 41  | 36 | +5  | 45 | 5.  |
| 1998/99                          | Mars superliga                        | 1      | 30 | 21 | 7  | 2  | 56  | 11 | +45 | 70 | 1.  |
| 1999/00                          | Mars superliga                        | 1      | 30 | 16 | 9  | 5  | 52  | 18 | +34 | 57 | 3.  |
| 2000/01                          | Mars superliga                        | 1      | 36 | 21 | 8  | 7  | 84  | 49 | +35 | 71 | 2.  |
| 2001/02                          | Mars superliga                        | 1      | 36 | 14 | 9  | 13 | 42  | 39 | +3  | 51 | 6.  |
| 2002/03                          | 1. liga                               | 1      | 36 | 19 | 6  | 11 | 60  | 42 | +18 | 63 | 3.  |
| 2003/04                          | Corgoň liga                           | 1      | 36 | 6  | 11 | 19 | 37  | 58 | −21 | 29 | 10. |
| 2004/05                          | 2. liga                               | 2      | 30 | 14 | 8  | 8  | 37  | 24 | +13 | 50 | 3.  |
| 2005/06                          | 2. liga                               | 2      | 30 | 19 | 6  | 5  | 47  | 25 | +22 | 63 | 2.  |
| 2006/07                          | Corgoň liga                           | 1      | 28 | 11 | 8  | 9  | 35  | 33 | +2  | 41 | 3.  |
| 2007/08                          | Corgoň liga                           | 1      | 33 | 15 | 6  | 12 | 46  | 37 | +9  | 51 | 5.  |
| 2008/09                          | Corgoň liga                           | 1      | 33 | 21 | 7  | 5  | 69  | 25 | +44 | 70 | 1.  |
| 2009/10                          | Corgoň liga                           | 1      | 33 | 21 | 7  | 5  | 54  | 24 | +30 | 70 | 2.  |
| 2010/11                          | Corgoň liga                           | 1      | 33 | 20 | 8  | 5  | 52  | 21 | +31 | 68 | 1.  |
| 2011/12                          | Corgoň liga                           | 1      | 33 | 16 | 11 | 6  | 48  | 35 | +13 | 59 | 3.  |
| 2012/13                          | Corgoň liga                           | 1      | 33 | 16 | 11 | 6  | 56  | 33 | +23 | 59 | 1.  |
| 2013/14                          | Corgoň liga                           | 1      | 33 | 24 | 3  | 6  | 63  | 32 | +31 | 75 | 1.  |
| 2014/15                          | Fortuna liga                          | 1      | 33 | 18 | 3  | 12 | 49  | 42 | +7  | 57 | 3.  |
| 2015/16                          | Fortuna liga                          | 1      | 33 | 20 | 9  | 4  | 50  | 25 | +25 | 69 | 2.  |
| 2016/17                          | Fortuna liga                          | 1      | 30 | 18 | 3  | 9  | 54  | 34 | +20 | 57 | 2.  |
| 2017/18                          | Fortuna liga                          | 1      | 32 | 17 | 8  | 7  | 58  | 37 | +21 | 59 | 2.  |
| 2018/19                          | Fortuna liga                          | 1      | 32 | 25 | 5  | 2  | 84  | 33 | +51 | 80 | 1.  |
| 2019/20                          | Fortuna liga                          | 1      | 27 | 21 | 5  | 1  | 57  | 14 | +43 | 68 | 1.  |
| 2020/21                          | Fortuna liga                          | 1      | 32 | 22 | 5  | 5  | 78  | 28 | +50 | 71 | 1.  |
| 2021/22                          | Fortuna liga                          | 1      | 32 | 22 | 8  | 2  | 71  | 25 | +46 | 74 | 1.  |

## Участь у єврокубках
| Сезон     | Турнір                       | Раунд             | Суперник                | Вдома          | В гостях       | Загалом        |  |
| --------- | ---------------------------- | ----------------- | ----------------------- | -------------- | -------------- | -------------- |  |
| 1956–57   | Кубок європейських чемпіонів | Попередній        | Легія                   | 4–0            | 0–2            | 4–2            |  |
| 1956–57   | Кубок європейських чемпіонів | 1 раунд           | Грассгоппер             | 1–0            | 0–2            | 1–2            |  |
| 1962–63   | Кубок володарів кубків       | 1 раунд           | Лозанна                 | 1–0            | 1–1            | 2–1            |  |
| 1962–63   | Кубок володарів кубків       | Чвертьфінал       | Тоттенгем Готспур       | 2–0            | 0–6            | 2–6            |  |
| 1963–64   | Кубок володарів кубків       | Попередній        | ГПС (Гельсінкі)         | 8–1            | 4–1            | 12–2           |  |
| 1963–64   | Кубок володарів кубків       | 1 раунд           | Боро Юнайтед            | 3–0            | 1–0            | 4–0            |  |
| 1963–64   | Кубок володарів кубків       | Чвертьфінал       | Селтік                  | 0–1            | 0–1            | 0–2            |  |
| 1968–69   | Кубок володарів кубків       | 1 раунд           | Бор                     | 3–0            | 0–2            | 3–2            |  |
| 1968–69   | Кубок володарів кубків       | 2 раунд           | Порту                   | 4–0            | 0–1            | 4–1            |  |
| 1968–69   | Кубок володарів кубків       | Чвертьфінал       | Торіно                  | 2–1            | 1–0            | 3–1            |  |
| 1968–69   | Кубок володарів кубків       | Півфінал          | Данфермлін Атлетік      | 1–0            | 1–1            | 2–1            |  |
| 1968–69   | Кубок володарів кубків       | Фінал             | Барселона               | 3–2            | 3–2            | 3–2            |  |
| 1969–70   | Кубок володарів кубків       | 1 раунд           | Динамо (Загреб)         | 0–0            | 0–3            | 0–3            |  |
| 1970–71   | Кубок європейських чемпіонів | 1 раунд           | Болдклуббен 1903        | 2–1            | 2–2            | 4–3            |  |
| 1970–71   | Кубок європейських чемпіонів | 2 раунд           | Панатінаїкос            | 2–1            | 0–3            | 2–4            |  |
| 1972–73   | Кубок УЄФА                   | 1 раунд           | Воєводина               | 6–0            | 2–1            | 8–1            |  |
| 1972–73   | Кубок УЄФА                   | 2 раунд           | Лас-Пальмас             | 0–1            | 2–2            | 2–3            |  |
| 1974–75   | Кубок європейських чемпіонів | 1 раунд           | Андерлехт               | 4–2            | 1–3            | 5–5 (г.)       |  |
| 1975–76   | Кубок європейських чемпіонів | 1 раунд           | Дербі Каунті            | 1–0            | 0–3            | 1–3            |  |
| 1976–77   | Кубок УЄФА                   | 1 раунд           | Фрам                    | 5–0            | 3–0            | 8–0            |  |
| 1976–77   | Кубок УЄФА                   | 2 раунд           | Квінз Парк Рейнджерс    | 3–3            | 2–5            | 5–8            |  |
| 1982–83   | Кубок володарів кубків       | 1 раунд           | Інтернаціонале          | 2–1            | 0–2            | 2–3            |  |
| 1989–90   | Кубок володарів кубків       | 1 раунд           | Грассгоппер             | 3–0            | 0–4 (д.ч.)     | 3–4            |  |
| 1991–92   | Кубок УЄФА                   | 1 раунд           | Реал Мадрид             | 1–2            | 1–1            | 2–3            |  |
| 1992–93   | Ліга чемпіонів               | 1 раунд           | Ференцварош             | 4–1            | 0–0            | 4–1            |  |
| 1992–93   | Ліга чемпіонів               | 2 раунд           | Мілан                   | 0–1            | 0–4            | 0–5            |  |
| 1993–94   | Кубок УЄФА                   | 1 раунд           | Астон Вілла             | 0–0            | 1–2            | 1–2            |  |
| 1994–95   | Кубок УЄФА                   | Попередній        | Портадаун               | 3–0            | 2–0            | 5–0            |  |
| 1994–95   | Кубок УЄФА                   | 1 раунд           | Копенгаген              | 1–0            | 1–1            | 2–1            |  |
| 1994–95   | Кубок УЄФА                   | 2 раунд           | Боруссія (Дортмунд)     | 2–1            | 0–3            | 2–4            |  |
| 1995–96   | Кубок УЄФА                   | Попередній        | Осієк                   | 4–0            | 2–0            | 6–0            |  |
| 1995–96   | Кубок УЄФА                   | 1 раунд           | Кайзерслаутерн          | 2–1            | 0–3            | 2–4            |  |
| 1996–97   | Кубок УЄФА                   | Попередній        | Сент-Патрікс Атлетік    | 1–0            | 4–3            | 5–3            |  |
| 1996–97   | Кубок УЄФА                   | Кваліфікаційний   | Трабзонспор             | 2–1            | 1–4            | 3–5            |  |
| 1997–98   | Кубок володарів кубків       | Кваліфікаційний   | Левські                 | 2–1            | 1–1            | 3–2            |  |
| 1997–98   | Кубок володарів кубків       | 1 раунд           | Челсі                   | 0–2            | 0–2            | 0–4            |  |
| 1999–2000 | Ліга чемпіонів               | 2 кваліфікаційний | Анортосіс               | 1–1            | 1–2            | 2–3            |  |
| 2000–01   | Кубок УЄФА                   | Кваліфікаційний   | Локомотив (Тбілісі)     | 2–0            | 2–0            | 4–0            |  |
| 2000–01   | Кубок УЄФА                   | 1 раунд           | Динамо (Загреб)         | 0–3            | 1–1            | 1–3            |  |
| 2001–02   | Кубок УЄФА                   | Кваліфікаційний   | Кумбран Таун            | 1–0            | 4–0            | 5–0            |  |
| 2001–02   | Кубок УЄФА                   | 1 раунд           | Слован (Ліберець)       | 1–0            | 0–2            | 1–2            |  |
| 2007      | Кубок Інтертото              | 1 раунд           | Діфферданж 03           | 3–0            | 2–0            | 5–0            |  |
| 2007      | Кубок Інтертото              | 2 раунд           | Рапід (Відень)          | 1–0            | 1–3            | 2–3            |  |
| 2009–10   | Ліга чемпіонів               | 2 кваліфікаційний | Зриньські               | 4–0            | 0–1            | 4–1            |  |
| 2009–10   | Ліга чемпіонів               | 3 кваліфікаційний | Олімпіакос              | 0–2            | 0–2            | 0–4            |  |
| 2009–10   | Ліга Європи                  | Плей-оф           | Аякс (Амстердам)        | 1–2            | 0–5            | 1–7            |  |
| 2010–11   | Ліга Європи                  | 3 кваліфікаційний | Црвена Звезда           | 1–1            | 2–1            | 3–2            |  |
| 2010–11   | Ліга Європи                  | Плей-оф           | Штутгарт                | 0–1            | 2–2            | 2–3            |  |
| 2011–12   | Ліга чемпіонів               | 2 кваліфікаційний | Тобол (Костанай)        | 2–0            | 1–1            | 3–1            |  |
| 2011–12   | Ліга чемпіонів               | 3 кваліфікаційний | АПОЕЛ                   | 0–2            | 0–0            | 0–2            |  |
| 2011–12   | Ліга Європи                  | Плей-оф           | Рома                    | 1–0            | 1–1            | 2–1            |  |
| 2011–12   | Ліга Європи                  | Група F           | Атлетік (Більбао)       | 1–2            | 1–2            | 4 місце з 4    |  |
| 2011–12   | Ліга Європи                  | Група F           | Ред Булл                | 2–3            | 0–3            | 4 місце з 4    |  |
| 2011–12   | Ліга Європи                  | Група F           | Парі Сен-Жермен         | 0–0            | 0–1            | 4 місце з 4    |  |
| 2012–13   | Ліга Європи                  | 2 кваліфікаційний | Відеотон                | 1–1            | 0–0            | 1–1 (г.)       |  |
| 2013–14   | Ліга чемпіонів               | 2 кваліфікаційний | Лудогорець              | 2–1            | 0–3            | 2–4            |  |
| 2014–15   | Ліга чемпіонів               | 2 кваліфікаційний | Нью-Сейнтс              | 1–0            | 2–0            | 3–0            |  |
| 2014–15   | Ліга чемпіонів               | 3 кваліфікаційний | Шериф                   | 2–1            | 0–0            | 2–1            |  |
| 2014–15   | Ліга чемпіонів               | Плей-оф           | БАТЕ                    | 1–1            | 0–3            | 1–4            |  |
| 2014–15   | Ліга Європи                  | Група I           | Янг Бойз                | 1–3            | 0–5            | 4 місце з 4    |  |
| 2014–15   | Ліга Європи                  | Група I           | Спарта (Прага)          | 0–3            | 0–4            | 4 місце з 4    |  |
| 2014–15   | Ліга Європи                  | Група I           | Наполі                  | 0–2            | 0–3            | 4 місце з 4    |  |
| 2015–16   | Ліга Європи                  | 1 кваліфікаційний | Юероп                   | 3–0            | 6–0            | 9–0            |  |
| 2015–16   | Ліга Європи                  | 2 кваліфікаційний | УКД                     | 1–0            | 5–1            | 6–1            |  |
| 2015–16   | Ліга Європи                  | 3 кваліфікаційний | Краснодар               | 3–3            | 0–2            | 3–5            |  |
| 2016–17   | Ліга Європи                  | 1 кваліфікаційний | Партизані               | Скас.          | 0–0            | т/п            |  |
| 2016–17   | Ліга Європи                  | 2 кваліфікаційний | Єлгава                  | 0–0            | 0–3            | 0–3            |  |
| 2017–18   | Ліга Європи                  | 1 кваліфікаційний | Пюнік                   | 5–0            | 4–1            | 9–1            |  |
| 2017–18   | Ліга Європи                  | 2 кваліфікаційний | Люнгбю                  | 0–1            | 1–2            | 1–3            |  |
| 2018–19   | Ліга Європи                  | 1 кваліфікаційний | Мілсамі                 | 5–0            | 4–2            | 9–2            |  |
| 2018–19   | Ліга Європи                  | 2 кваліфікаційний | Бальцан                 | 3–1            | 1–2            | 4–3            |  |
| 2018–19   | Ліга Європи                  | 3 кваліфікаційний | Рапід (Відень)          | 2–1            | 0–4            | 2–5            |  |
| 2019–20   | Ліга чемпіонів               | 1 кваліфікаційний | Сутьєска                | 1–1            | 1–1 (д.ч.)     | 2–2 (2–3 пен.) |  |
| 2019–20   | Ліга Європи                  | 2 кваліфікаційний | Феронікелі              | 2–1            | 2–0            | 4–1            |  |
| 2019–20   | Ліга Європи                  | 3 кваліфікаційний | Дандолк                 | 1–0            | 3–1            | 4–1            |  |
| 2019–20   | Ліга Європи                  | Плей-оф           | ПАОК                    | 1–0            | 2–3            | 3–3 (г.)       |  |
| 2019–20   | Ліга Європи                  | Група K           | Бешикташ                | 4–2            | 1–2            | 3 місце з 4    |  |
| 2019–20   | Ліга Європи                  | Група K           | Брага                   | 2–4            | 2–2            | 3 місце з 4    |  |
| 2019–20   | Ліга Європи                  | Група K           | Вулвергемптон Вондерерз | 1–2            | 0–1            | 3 місце з 4    |  |
| 2020–21   | Ліга чемпіонів               | 1 кваліфікаційний | Клаксвік                | 0–3 (т.п.)     | 0–3 (т.п.)     | 0–3 (т.п.)     |  |
| 2020–21   | Ліга Європи                  | 2 кваліфікаційний | КуПС                    | 1–1 (3–4 пен.) | 1–1 (3–4 пен.) | 1–1 (3–4 пен.) |  |
| 2021–22   | Ліга чемпіонів               | 1 кваліфікаційний | Шемрок Роверс           | 2–0            | 1–2            | 3–2            |  |
| 2021–22   | Ліга чемпіонів               | 2 кваліфікаційний | Янг Бойз                | 0–0            | 2–3            | 2–3            |  |
| 2021–22   | Ліга Європи                  | 3 кваліфікаційний | Лінкольн Ред Імпс       | 1–1            | 3–1            | 4–2            |  |
| 2021–22   | Ліга Європи                  | Плей-оф           | Олімпіакос              | 2–2            | 0–3            | 2–5            |  |
| 2021–22   | Ліга конференцій             | Група F           | Копенгаген              | 1–3            | 0–2            | 3 місце з 4    |  |
| 2021–22   | Ліга конференцій             | Група F           | ПАОК                    | 0–0            | 1–1            | 3 місце з 4    |  |
| 2021–22   | Ліга конференцій             | Група F           | Лінкольн Ред Імпс       | 2–0            | 4–1            | 3 місце з 4    |  |
| 2022–23   | Ліга чемпіонів               | 1 кваліфікаційний | Динамо (Батумі)         | 0–0            | 2–1 дч         | 2–1            |  |
| 2022–23   | Ліга чемпіонів               | 2 кваліфікаційний | Ференцварош             | 1–4            | 2–1            | 3−5            |  |
| 2022–23   | Ліга Європи                  | 3 кваліфікаційний | Олімпіакос              | 2–2 дч         | 1–1            | 3–3 пен. 3–4   |  |
| 2022–23   | Ліга конференцій             | Плей-оф           | Зрінськи                | 2–1 дч         | 0–1            | 2–2 пен. 6–5   |  |
| 2022–23   | Ліга конференцій             | Група H           | Жальгіріс               | 0–0            | 2–1            | 1 місце з 4    |  |
| 2022–23   | Ліга конференцій             | Група H           | Пюнік                   | 2–1            | 0–2            | 1 місце з 4    |  |
| 2022–23   | Ліга конференцій             | Група H           | Базель                  | 3–3            | 2–0            | 1 місце з 4    |  |
| 2022–23   | Ліга конференцій             | 1/8 фіналу        | Базель                  | 2–2 дч         | 2–2            | 4–4 пен. 1–4   |  |
| 2023–24   | Ліга чемпіонів               | 1 кваліфікаційний | Свіфт                   | 1–1            | 2–0            | 3–1            |  |
| 2023–24   | Ліга чемпіонів               | 2 кваліфікаційний | Зрінськи                | 2–2            | 1–0            | 3–2            |  |
| 2023–24   | Ліга чемпіонів               | 3 кваліфікаційний | Маккабі (Хайфа)         | 1–2            | 1–3            | 2−5            |  |
| 2023–24   | Ліга Європи                  | Плей-оф           | Аріс (Лімасол)          | 2–1            | 2–6            | 4–7            |  |
| 2023–24   | Ліга конференцій             | Група A           | Клаксвік                | 2–1            | 2–1            | 2 місце з 4    |  |
| 2023–24   | Ліга конференцій             | Група A           | Олімпія (Любляна)       | 1–2            | 1–0            | 2 місце з 4    |  |
| 2023–24   | Ліга конференцій             | Група A           | Лілль                   | 1–1            | 1–2            | 2 місце з 4    |  |
| 2023–24   | Ліга конференцій             | УКПО              | Штурм (Грац)            | 0–1            | 1–4            | 1–5            |  |
| 2024–25   | Ліга чемпіонів               | 1 кваліфікаційний | Струга                  | 4–2            | 2–1            | 6–3            |  |
| 2024–25   | Ліга чемпіонів               | 2 кваліфікаційний | Целє                    | 5−0            | 1−1            | 6–1            |  |
| 2024–25   | Ліга чемпіонів               | 3 кваліфікаційний | АПОЕЛ                   | 2−0            | 0−0            | 2–0            |  |
| 2024–25   | Ліга чемпіонів               | Плей-оф           | Мідтьюлланн             | 3−2            | 1−1            | 4–3            |  |
| 2024–25   | Ліга чемпіонів               | Етап Ліги         | Селтік                  | Н/Д            | 1–5            | 35 місце з 36  |  |
| 2024–25   | Ліга чемпіонів               | Етап Ліги         | Манчестер Сіті          | 0–4            | Н/Д            | 35 місце з 36  |  |
| 2024–25   | Ліга чемпіонів               | Етап Ліги         | Жирона                  | Н/Д            | 0–2            | 35 місце з 36  |  |
| 2024–25   | Ліга чемпіонів               | Етап Ліги         | Динамо (Загреб)         | 1–4            | Н/Д            | 35 місце з 36  |  |
| 2024–25   | Ліга чемпіонів               | Етап Ліги         | Мілан                   | 2–3            | Н/Д            | 35 місце з 36  |  |
| 2024–25   | Ліга чемпіонів               | Етап Ліги         | Атлетіко (Мадрид)       | Н/Д            | 1–3            | 35 місце з 36  |  |
| 2024–25   | Ліга чемпіонів               | Етап Ліги         | Штутгарт                | 1–3            | Н/Д            | 35 місце з 36  |  |
| 2024–25   | Ліга чемпіонів               | Етап Ліги         | Баварія (Мюнхен)        | Н/Д            | 1–3            | 35 місце з 36  |  |
| 2025–26   | Ліга чемпіонів               | 2 кваліфікаційний | Зрінськи                | 4−0            | 2−2            | 6–2            |  |
| 2025–26   | Ліга чемпіонів               | 3 кваліфікаційний | Кайрат                  |                |                |                |  |

## Вболівальники

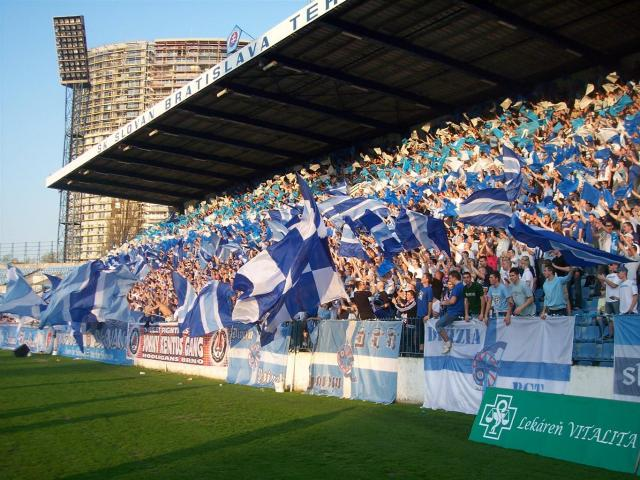
Фани «Слована» на стадіоні «Тегельне поле»

Вболівальники «Слована» мають прізвисько «біло-блакитні» (словац. Belasí), на честь світло-блакитних кольорів клубу.
Протягом кількох років вболівальники «Слована» підтримували дружні стосунки з фанатами моравської «Збройовки» (Брно). Їхня дружба з фанатами «Збройовки» отримала назву Ocelová družba. На матчах обох клубів зазвичай вивішувались та викрикувались різноманітні гасла на підтвердження міцної дружби обох фанатських таборів, наприклад: «Слован» — це Брно, а Брно — це «Слован»! (словац. Slovan je Brno a Brno je Slovan!). З 2013 року вболівальники «Слована» мають теплі стосунки з фанатами польського «Руха» (Хожув).

## Суперництво
Головним суперником «Слована» є «Спартак» (Трнава). Традиційне дербі є найважливішим і водночас найпопулярнішим матчем у словацькому футболі. Він являє собою суперництво не лише двох футбольних клубів, а й сусідніх міст із західної Словаччини — Братислави та Трнави.

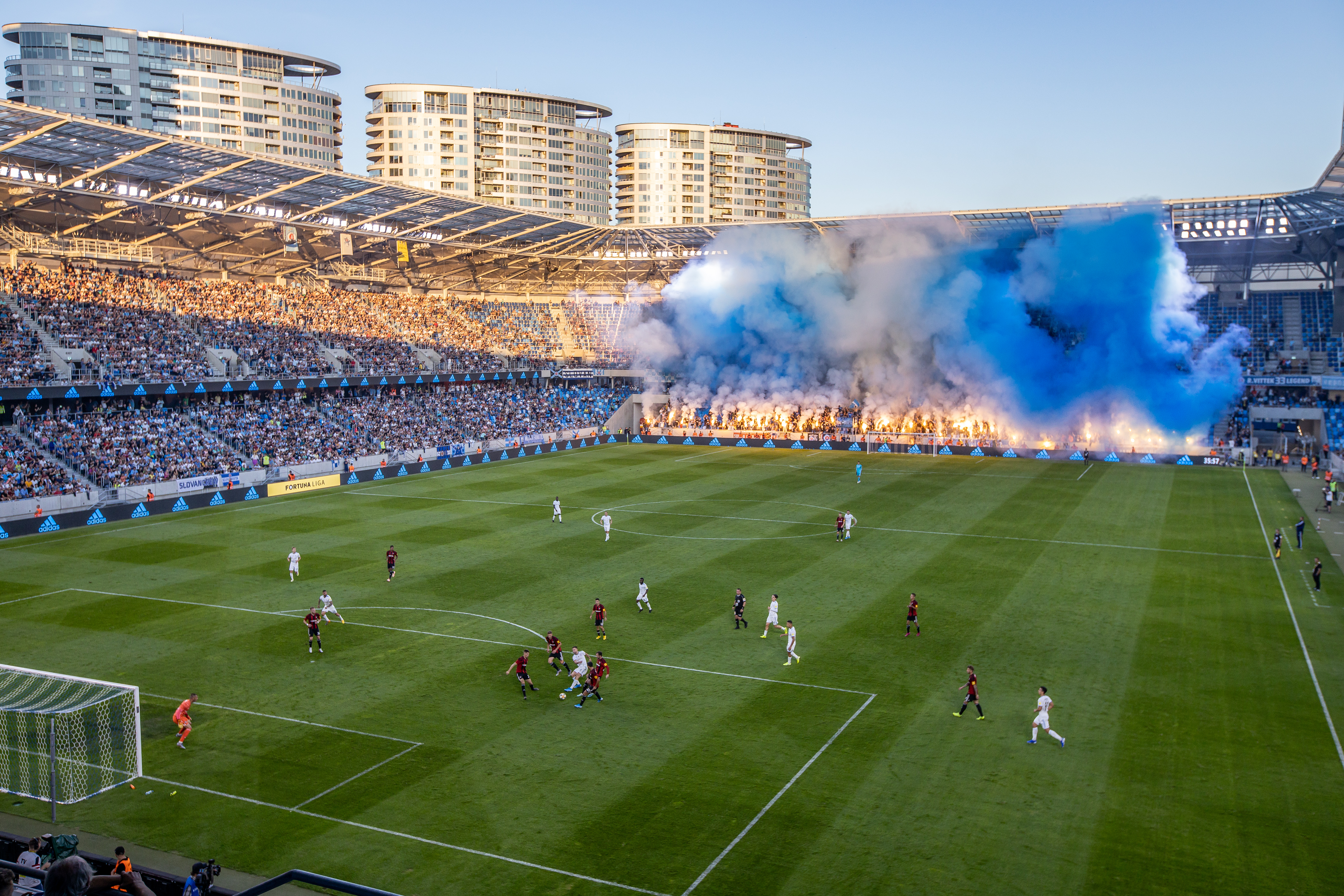
Дербі «Слован» — «Спартак» (Трнава) у 2019 році

Його історія бере свій початок з 1926 року, коли в Трнаві відбувся перший поєдинок між цими командами і господарі виграли з рахунком 3:1. Перша велика суперечка відбулася в 1932 році, коли найкращий нападник «Трнави» Франтішек Масарович, незважаючи на несхвалення клубу, перейшов до «Братислави». Зрештою для урегулювання ситуації керівному органу Західнословацького футбольного округу (ZsFŽ) довелося втрутитися. З цього моменту кожен перехід гравця з Трнави до «Словану» (у наступні роки Антон Малатинський, Міхал Бенедикович чи Йозеф Адамець), або у зворотному напрямку, викликав невдоволення уболівальників. Ще одним вирішальним моментом у суперництві між двома командами було знищення бар'єрів на трибунах у 1968 році, тоді суперництво досягло кульмінації. Кілька вболівальників отримали травми. Тому ці матчі часто називають ризикованими і проводяться під численним наглядом поліції.
За час перебування у найвищих змаганнях «Слован» мав чотирьох міських суперників. Першим був армійський клуб ОАП (Братислава), з яким «Слован» боровся за часів існування Словацької держави. Проте суперництво тривало недовго, оскільки ОАП було скасовано в 1944 році з політичних причин. Лише трохи довше тривало суперництво з братиславським поліцейським клубом «Червена Гвезда». У 1962 році його об'єднали зі «Словнафтом» у єдину команду «Інтер» (Братислава). Незважаючи на те, що клуб не мав широкої бази вболівальників, братиславське дербі завжди приваблювало глядачів. У сезоні 1974/75 титул чемпіона Чехословаччини визначався у останньому турі між «Інтером» та «Слованом» на стадіоні «Пасьєнки». «Слован» переміг з рахунком 4:2 і захистив титул чемпіона ліги. Потім суперництво продовжилося в незалежній словацькій лізі. Ще один прямий бій за титул між цими клубами відбувся в сезонах 1998/99 та 1999/00. Поєдинки між «Слованом» та «Інтером» отримали назву «дербі сусідів з Байкальської вулиці» (словац. derby susedov z Bajkalskej ulice). Останні матчі чемпіонату між цими клубами були зіграні в сезоні 2006/07, у 2009 році «Інтер» був об'єднаний з «Сеницею». Після відновлення «Інтер» виступає лише в нижчих лігах.
Останнім міським суперником «Слована» була «Артмедія» (Петржалка). Клуб з правого берега Дунаю став стабільним учасником найвищого дивізіону після розпаду Чехословаччини. Матчі зі «Слованом» часто привертали відвідувачів, збираючи до 10 000 глядачів. «Петржалка» покинула найвищий дивізіон в сезоні 2009/10 і надалі стала грати у нижчих лігах.
Ще одним важливим суперником «Слована» можна вважати «Кошице». Матчі з цією командою сприймаються як поєдинок «схід проти заходу».

## Найвідоміші гравці
| - Йозеф Адамець - Людовіт Цветлер - Ян Чапкович - Йозеф Чапкович - Фердинанд Даучик - Петер Дубовський - Душан Галіс - Коломан Гег - Марек Гамшик - Мирослав Гірко |  | - Александер Горват - Іван Грдлічка - Владимир Гривняк - Карол Йокл - Йозеф Юріга - Владимир Кіндер - Ладіслав Кубала - Антон Малатинський - Мар'ян Масний - Ладислав Модер |  | - Антон Моравчик - Сілард Немет - Антон Ондруш - Іван Пекарик - Ян Пиварник - Йозеф Оберт - Ян Поплугар - Вільям Шройф - Ян Швеглік - Ярослав Тімко |  | - Душан Тіттел - Роберт Томашек - Антон Урбан - Александер Венцель - Йозеф Венглош - Міхал Вічан - Роберт Віттек - Ян Злоха - Людовіт Злоха |

### Гравці в Клубі канонірів ліги

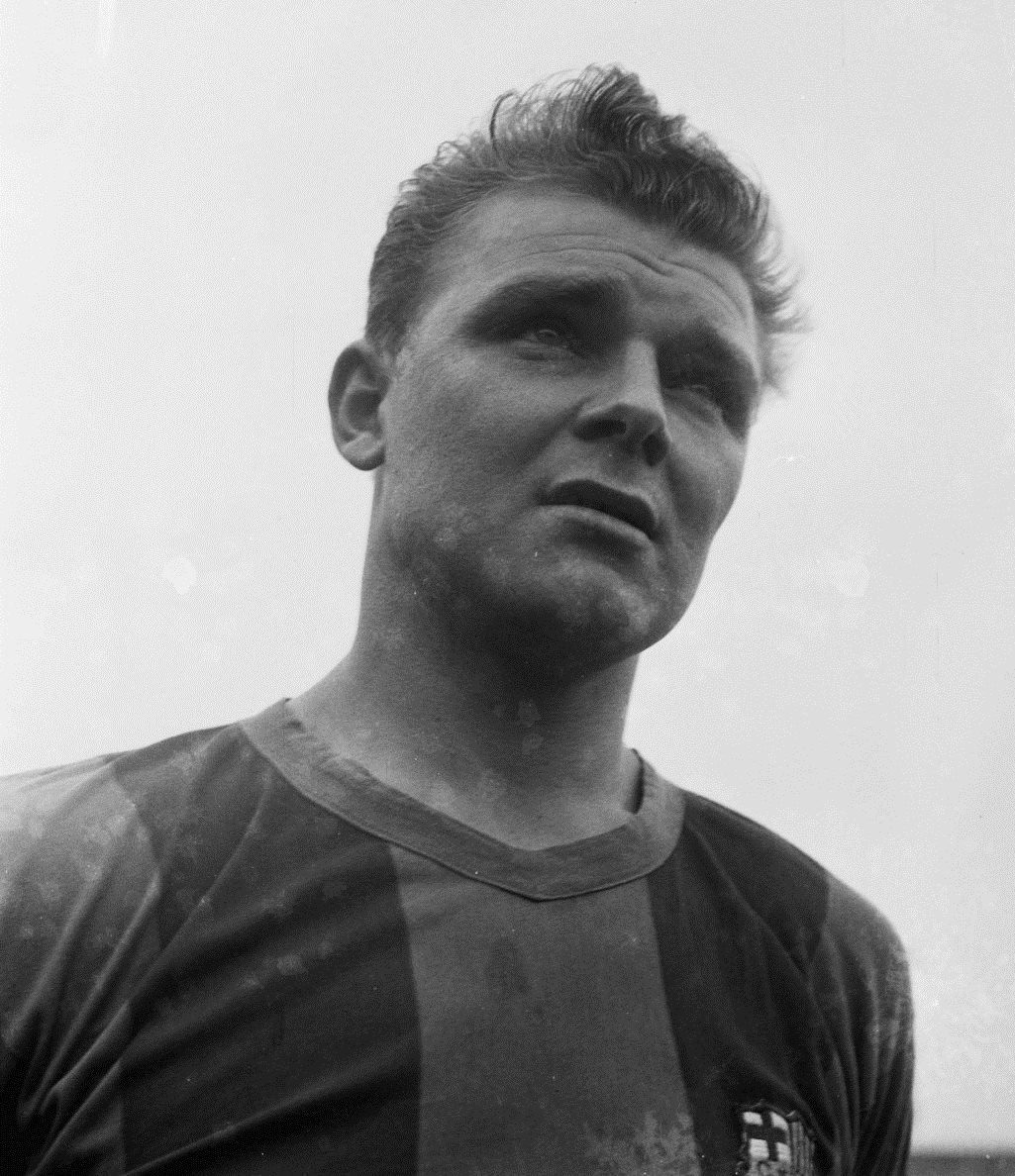
Ладіслав Кубала — один з найкращих нападників світу середини ХХ століття, грав за «Слован» у 1946—1948 роках.

Клуб канонірів ліги (KLK) об'єднує словацьких футболістів, які за свою кар'єру забили 100 або більше голів у змаганнях вищої ліги. На кінець 2021 року до цього списку увійшло 35 футболістів, з яких 21 грали за «Слован».
| Місце у KLK | Гравець           | Голів всього | Голів за «Слован» |
| ----------- | ----------------- | ------------ | ----------------- |
| 1.          | Ладіслав Кубала   | 202          | 14                |
| 3.          | Йозеф Адамець     | 170          | 15                |
| 5.          | Ян Арпаш          | 152          | 146               |
| 7.          | Мілан Луговий     | 143          | 23                |
| 11.         | Юрай Галенар      | 127          | 57                |
| 12.         | Еміл Пажицький    | 124          | 77                |
| 13.         | Станіслав Шестак  | 123          | 6                 |
| 14.         | Йозеф Лукнар      | 119          | 119               |
| 15.-17.     | Роберт Віттек     | 115          | 71                |
| 15.-17.     | Філіп Голошко     | 115          | 9                 |
| 18.         | Віктор Тегельгофф | 113          | 86                |
| 19.         | Петер Герда       | 110          | 1                 |
| 20.-21.     | Антон Моравчик    | 109          | 70                |
| 20.-21.     | Сілард Немет      | 109          | 25                |
| 26.-27.     | Марек Гамшик      | 107          | 0                 |
| 26.-27.     | Йозеф Оберт       | 107          | 59                |
| 28.-29.     | Гейза Шиманський  | 106          | 54                |
| 31.         | Божин Ласков      | 104          | 47                |
| 32.-33.     | Мар'ян Масний     | 103          | 97                |
| 32.-33.     | Томаш Медведь     | 103          | 8                 |
| 34.-35.     | Ян Чапкович       | 100          | 100               |

### Найкращі бомбардири клубу
| #  | Нац.           | Ім'я              | Голів |
| -- | -------------- | ----------------- | ----- |
| 1  | Словаччина     | Ян Арпаш          | 151   |
| 2  | Чехословаччина | Йозеф Лукнар      | 119   |
| 3  | Чехословаччина | Ян Чапкович       | 100   |
| 4  | Чехословаччина | Адольф Шерер      | 99    |
| 5  | Чехословаччина | Мар'ян Масний     | 97    |
| 6  | Чехословаччина | Віктор Тегельгофф | 86    |
| 7  | Чехословаччина | Еміл Пажицький    | 77    |
| 8  | Чехословаччина | Антон Моравчик    | 70    |
| .  | Словаччина     | Роберт Віттек     | 70    |
| 10 | Словаччина     | Петер Дубовський  | 59    |
| .  | Чехословаччина | Йозеф Оберт       | 59    |

Гравці, виділені жирним, досі продовжують виступи.

### Найкращі бомбардири ліги
Найкращі бомбардири чемпіонату Чехословаччини (до сезону 1992/93) та Словаччини.
| \| Рік \| Переможець \| Голів \| \| ------- \| ---------------- \| ----- \| \| 1954–55 \| Еміл Пажицький \| 191 \| \| 1971–72 \| Ян Чапкович \| 19 \| \| 1980–81 \| Мар'ян Масний \| 16 \| \| 1991–92 \| Петер Дубовський \| 27 \| \| 1992–93 \| Петер Дубовський \| 24 \| \| 2008–09 \| Павол Масарик \| 15 \| \| 2010–11 \| Філіп Шебо \| 22 \| \| 2016–17 \| Сейдуба Сума \| 201 \| \| 2018–19 \| Андраж Шпорар \| 29 \| \| 2019–20 \| Андраж Шпорар \| 12 \| 1Розділена нагорода |                  |       |
| Рік | Переможець       | Голів |
| 1954–55 | Еміл Пажицький   | 191   |
| 1971–72 | Ян Чапкович      | 19    |
| 1980–81 | Мар'ян Масний    | 16    |
| 1991–92 | Петер Дубовський | 27    |
| 1992–93 | Петер Дубовський | 24    |
| 2008–09 | Павол Масарик    | 15    |
| 2010–11 | Філіп Шебо       | 22    |
| 2016–17 | Сейдуба Сума     | 201   |
| 2018–19 | Андраж Шпорар    | 29    |
| 2019–20 | Андраж Шпорар    | 12    |

## Тренери
| - Йожеф Браун (1934–37) - Паль Явор (1937–38) - Йожеф Браун (1938) - Отто Мазал-Шквайн (1939) - Франтішек Ланак (1939) - Каймо Мюллер (1939–40) - Вінценц Діттріх (1941) - Фердинанд Даучик (1942–46) - Том Снеддон (1947–48) - Фердинанд Даучик (1948) - Леопольд Штястний (1949–51) - Карол Бучко (1951–52) - Антон Булла (1953) - Леопольд Штястний (1953–57) - Йозеф Балажі (1958) - Штефан Ячіанський (1958) - Йожеф Ембер (1959) - Штефан Ячіанський (1960) - Іван Ходак (1960) - Ян Грешшо (1960–61) - Антон Булла (1961) - Карол Боргий (1961–62) - Антон Булла (1962–63) - Леопольд Штястний (1963–65) - Войтех Скива (1965) - Йозеф Чургалий (1966) - Ян Гуцко (1966–68) - Міхал Вічан (1968–71) | - Ян Гуцко (1971–73) - Йозеф Венглош (1973–76) - Міхал Вічан (1976–77) - Йозеф Венглош (1977–78) - Іван Грдлічка (1978) - Антон Малатинський (1978–81) - Антон Урбан (1981) - Міхал Вічан (1982–83) - Карол Пече (1983–84) - Ян Гуцко (1984) - Валер Швец (1984–86) - Ян Захар (1986–88) - Йозеф Янкех (1988–90) - Душан Галіс (1990–95) - Антон Драгун (1995) - Карол Йокл (1995) - Душан Галіс (1996–97) - Ян Швеглік (1997) - Йозеф Прохоцький (1997–98) - Ян Швеглік (1998) - Станіслав Грига (1998–99) - Станіслав Ярабек (1999–01) - Антон Драгун (2001) - Йозеф Прохоцький (2001) - Мирослав Свобода (2001) - Ян Швеглік (2002) - Мирослав Свобода (2002) - Душан Радольський (2002–03) | - Йозеф Валович (2003) - Лібор Фашіанг (2003) - Йозеф Адамець (2003–04) - Владимир Гоффа (2004) - Штефан Затько (2004–05) - Йозеф Янкех (2005–07) - Борис Кітка (2007–08) - Ладислав Пецко (2008–09) - Міхал Гіпп (2009) - Душан Угрін (2009–10) - Йозеф Янкех (2010) - Карел Яролім (2010–11) - Владимир Вайсс-ст. (2011–12) - Самуел Словак (2012–13) - Йозеф Валович (2013–14) - Франтішек Страка (2014) - Йозеф Хованець (2014—2015) - Душан Тіттел (2015) - Нікодімос Папавасілею (2015–16) - Владимир Коник (2016) - Іван Вукоманович (2016—2017) - Мартін Шевела (2017—2019) - Владимир Раденкович (2019) - Ян Козак-мол. (2019—2020) - Дарко Миланич (2020—2021) - Владимир Вайсс-ст. (2021–) |

### Найтитулованіші тренери
- Фердинанд Даучик (тренер «Слована» 1942—1946, 1948): 2-разовий чемпіон Словаччини (1942, 1944), тренер збірних Словаччини (1942—1944) та Чехословаччини (1948).
- Леопольд Штястний (1949—1951, 1954—1957, 1963—1965): 4-разовий чемпіон Чехословаччини (1949, 1950, 1951, 1955)
- Міхал Вічан (1968—1971, 1976—1977, 1982—1983): володар Кубка володарів кубків (1969), чемпіон Чехословаччини (1970)
- Йозеф Венглош (1973—1976): 2-разовий чемпіон Чехословаччини (1974, 1975)
- Душан Галіс (1990—1995, 1996—1997): чемпіон Чехословаччини (1992), 3-разовий чемпіон Словаччини (1994, 1995, 1996), 2-разовий володар Кубка Словаччини (1994, 1998), тренер збірної Словаччини (2004—2006)

## «Слован Б»
«Слован Б» є резервною командою клубу і з сезону 2019/20 брав участь у Другій лізі. 2022 року, посівши 14 місце, вилетів до Третьої ліги. Найбільшого успіху команда досягла у сезоні 1956 року, коли посіла 3-е місце у 2-й лізі Чехословаччини.

### Виступ по сезонах
| Чехословаччина (1955—1993) |                                          |                 |                 |                 |                 |                 |                 |                 |                 |                 |                 |                 |
| Сезони                     | Ліга                                     | Рівень          | І               | В               | Н               | П               | МЗ              | МП              | РМ              | О               | М               |                 |
| 1955                       | Celostátní československá soutěž — sk. B | 2               | 22              | 7               | 5               | 10              | 39              | 41              | −2              | 19              | 7.              |                 |
| 1956                       | 2. liga — sk. B                          | 2               | 22              | 13              | 1               | 8               | 54              | 24              | +30             | 27              | 3.              |                 |
| 1957/58                    | 2. liga — sk. B                          | 2               | 33              | 6               | 15              | 12              | 45              | 62              | −17             | 27              | 10.             |                 |
| 1958/59                    | 2. liga — sk. B                          | 2               | 26              | 9               | 5               | 12              | 37              | 46              | −9              | 23              | 12.             |                 |
| …                          |                                          |                 |                 |                 |                 |                 |                 |                 |                 |                 |                 |                 |
| 1960/61                    | 2. liga — sk. C                          | 2               | 22              | 10              | 3               | 9               | 44              | 33              | +11             | 23              | 4.              |                 |
| 1961/62                    | 2. liga — sk. C                          | 2               | 22              | 4               | 6               | 12              | 33              | 51              | −18             | 14              | 12.             |                 |
| 1962/63                    | Krajský přebor — sk. Západ               | 3               | 24              | 14              | 6               | 4               | 66              | 28              | +38             | 34              | 1.              |                 |
| 1963/64                    | 2. liga — sk. C                          | 2               | 26              | 9               | 4               | 13              | 33              | 39              | −6              | 22              | 13.             |                 |
| 1964/65                    | Krajský přebor — sk. Západ               | 3               | 25              | 13              | 6               | 6               | 52              | 25              | +27             | 32              | 1.              |                 |
| 1965/66                    | Divize E                                 | 3               | 28              | 12              | 9               | 7               | 44              | 30              | +14             | 33              | 3.              |                 |
| 1966/67                    | Divize E                                 | 3               | 26              | 16              | 7               | 3               | 59              | 27              | +32             | 39              | 1.              |                 |
| 1967/68                    | 2. liga — sk. B                          | 2               | 26              | 9               | 6               | 11              | 31              | 46              | −15             | 24              | 12.             |                 |
| 1968/69                    | 2. liga — sk. B                          | 2               | 26              | 9               | 6               | 11              | 30              | 33              | −3              | 24              | 10.             |                 |
| 1969/70                    | 3. liga — sk. C                          | 3               | 26              | 10              | 4               | 12              | 36              | 38              | −2              | 24              | 9.              |                 |
| 1970/71                    | 3. liga — sk. C                          | 3               | 26              | 11              | 8               | 7               | 34              | 29              | +5              | 30              | 4.              |                 |
| 1971/72                    | 3. liga — sk. C                          | 3               | 26              | 12              | 8               | 6               | 35              | 25              | +10             | 32              | 14.             |                 |
| 1972/73                    | 3. liga — sk. C                          | 3               | 26              | 7               | 7               | 12              | 27              | 31              | −4              | 21              | 14.             |                 |
| 1973/74                    | Divize E                                 | 4               | 26              | 9               | 8               | 9               | 43              | 29              | +14             | 26              | 8.              |                 |
| 1974/75                    | Divize E                                 | 4               | 26              | 14              | 6               | 6               | 42              | 22              | +20             | 34              | 2.              |                 |
| 1975/76                    | Divize E                                 | 4               | 25              | 12              | 4               | 9               | 40              | 34              | +6              | 28              | 4.              |                 |
| 1976/77                    | Divize E                                 | 4               | 26              | 10              | 7               | 9               | 32              | 34              | −2              | 27              | 7.              |                 |
| 1977–1983                  | Не брав участь.                          | Не брав участь. | Не брав участь. | Не брав участь. | Не брав участь. | Не брав участь. | Не брав участь. | Не брав участь. | Не брав участь. | Не брав участь. | Не брав участь. | Не брав участь. |
| 1983/84                    | Divize — sk. Západ (Bratislava)          | 4               | 26              | 13              | 4               | 9               | 45              | 28              | +17             | 30              | 3.              |                 |
| 1984/85                    | Divize — sk. Západ (Bratislava)          | 4               | 26              | 17              | 4               | 5               | 55              | 18              | +37             | 38              | 2.              |                 |
| 1985/86                    | Divize — sk. Západ (Bratislava A)        | 4               | 26              | 15              | 7               | 4               | 67              | 22              | +45             | 37              | 3.              |                 |
| 1986/87                    | Divize — sk. Západ (Bratislava A)        | 4               | 26              | 17              | 6               | 3               | 74              | 20              | +54             | 40              | 2.              |                 |
| 1987/88                    | Divize — sk. Bratislava                  | 4               | 26              | 20              | 4               | 2               | 72              | 17              | +55             | 44              | 1.              |                 |
| 1988/89                    | 2. SNFL — sk. Západ                      | 3               | 30              | 10              | 6               | 14              | 43              | 45              | −2              | 26              | 12.             |                 |
| 1989/90                    | 2. SNFL — sk. Západ                      | 3               | 30              | 10              | 8               | 12              | 42              | 41              | +1              | 28              | 9.              |                 |
| 1990/91                    | 2. SNFL — sk. Západ                      | 3               | 30              | 10              | 7               | 13              | 39              | 42              | −3              | 27              | 12.             |                 |
| 1991/92                    | 2. SNFL — sk. Západ                      | 3               | 30              | 14              | 7               | 9               | 50              | 42              | +8              | 35              | 4.              |                 |
| 1992/93                    | 2. SNFL — sk. Západ                      | 3               | 30              | 15              | 10              | 5               | 62              | 33              | +29             | 40              | 4.              |                 |
| Словаччина (1993–)         |                                          |                 |                 |                 |                 |                 |                 |                 |                 |                 |                 |                 |
| Сезони                     | Ліга                                     | Рівень          | І               | В               | Н               | П               | МЗ              | МП              | РМ              | О               | М               |                 |
| 1993/94                    | 2. liga                                  | 2               | 30              | 8               | 11              | 11              | 44              | 47              | −3              | 27              | 12.             |                 |
| 1994/95                    | 2. liga                                  | 2               | 30              | 7               | 2               | 21              | 33              | 76              | −43             | 20              | 15.             |                 |
| 1995/96                    | 3. liga — sk. Bratislava                 | 3               | 30              | 12              | 11              | 7               | 44              | 35              | +9              | 47              | 7.              |                 |
| 1996/97                    | 3. liga — sk. Bratislava                 | 3               | 30              | 14              | 6               | 10              | 49              | 43              | +6              | 49              | 5.              |                 |
| 1997/98                    | 3. liga — sk. Bratislava                 | 3               | 34              | 22              | 7               | 5               | 77              | 25              | +52             | 73              | 1.              |                 |
| 1998/99                    | 2. liga                                  | 2               | 34              | 16              | 8               | 10              | 49              | 40              | +9              | 56              | 5.              |                 |
| 1999/00                    | 2. liga                                  | 2               | 34              | 15              | 3               | 16              | 38              | 42              | −4              | 48              | 10.             |                 |
| 2000/01                    | 3. liga — sk. Bratislava                 | 3               | 30              | 23              | 5               | 2               | 103             | 19              | +84             | 74              | 1.              |                 |
| 2001/02                    | 2. liga                                  | 2               | 30              | 12              | 7               | 11              | 34              | 32              | +2              | 43              | 9.              |                 |
| 2002/03                    | 2. liga                                  | 2               | 30              | 7               | 6               | 17              | 33              | 51              | −18             | 27              | 14.             |                 |
| 2003/04                    | 3. liga — sk. Bratislava                 | 3               | 30              | 18              | 7               | 5               | 75              | 31              | +44             | 61              | 2.              |                 |
| …                          |                                          |                 |                 |                 |                 |                 |                 |                 |                 |                 |                 |                 |
| 2008/09                    | 2. liga — sk. Západ                      | 3               | 30              | 18              | 4               | 8               | 65              | 38              | +27             | 58              | 4.              |                 |
| 2009/10                    | 2. liga — sk. Západ                      | 3               | 30              | 12              | 6               | 12              | 41              | 32              | +9              | 42              | 7.              |                 |
| 2010/11                    | 2. liga — sk. Západ                      | 3               | 30              | 13              | 7               | 10              | 45              | 32              | +13             | 46              | 6.              |                 |
| 2011/12                    | 3. liga — sk. Západ                      | 3               | 28              | 12              | 5               | 11              | 49              | 45              | +4              | 41              | 6.              |                 |
| 2012/13                    | 3. liga — sk. Západ                      | 3               | 30              | 15              | 5               | 10              | 55              | 40              | +15             | 50              | 2.              |                 |
| 2013/14                    | 3. liga — sk. Západ                      | 3               | 30              | 17              | 8               | 5               | 83              | 35              | +48             | 59              | 4.              |                 |
| 2014/15                    | DOXXbet liga — sk. Západ                 | 2               | 22              | 7               | 5               | 10              | 18              | 30              | −12             | 26              | 8.              |                 |
| 2014/15                    | O udržení — sk. Západ                    | 2               | 32              | 11              | 6               | 15              | 40              | 47              | −7              | 39              | 8.              |                 |
| 2015/16                    | DOXXbet liga — sk. Západ                 | 2               | 22              | 10              | 3               | 9               | 36              | 37              | −1              | 33              | 4.              |                 |
| 2015/16                    | Mistrovská skupina                       | 2               | 30              | 9               | 4               | 17              | 38              | 63              | −25             | 31              | 11.             |                 |
| 2016/17                    | 2. liga — sk. Západ                      | 2               | 22              | 3               | 5               | 14              | 19              | 48              | −29             | 14              | 10.             |                 |
| 2016/17                    | O udržení — sk. Západ                    | 2               | 32              | 10              | 5               | 17              | 37              | 63              | −26             | 35              | 9.              |                 |
| 2017/18                    | 3. liga — sk. Bratislava                 | 3               | 30              | 18              | 7               | 5               | 109             | 29              | +80             | 61              | 4.              |                 |

## «Слован C»
«Слован C» був другою резервною командою клубу. Він був заснований у 1961 році на базі команди «Димитров» (словац. TJ Dimitrov Bratislava), але припинив існування у 1977 році. Найбільшого успіху він досяг у сезоні 1972/73, коли посів 1-е місце в крайовому чемпіонаті (5-ий дивізіон Чехословаччини).

### Виступ по сезонах
| Чехословаччина (1962—1977) |                                 |        |    |    |   |    |    |    |     |    |     |
| Сезони                     | Ліга                            | Рівень | І  | В  | Н | П  | МЗ | МП | РМ  | О  | М   |
| 1962/63                    | I. A trieda ZsFZ — sk. ?        | 4      | …  | …  | … | …  | …  | …  | …   | …  |     |
| 1963/64                    | I. B trieda ZsFZ — sk. Jih      | 5      | …  | …  | … | …  | …  | …  | …   | …  |     |
| 1964/65                    | I. B trieda ZsFZ — sk. Jih      | 5      | 28 | 13 | 5 | 8  | 81 | 34 | +47 | 31 | 3.  |
| …                          |                                 |        |    |    |   |    |    |    |     |    |     |
| 1967/68                    | I. B trieda ZsFZ — sk. Jih      | 6      | 24 | 12 | 2 | 10 | 42 | 33 | +9  | 26 | 5.  |
| 1968/69                    | I. B trieda ZsFZ — sk. Jih      | 6      | 26 | 13 | 6 | 7  | 48 | 30 | +18 | 32 | 4.  |
| 1969/70                    | Krajský přebor — sk. Bratislava | 5      | 24 | 9  | 4 | 11 | 32 | 33 | −1  | 22 | 10. |
| 1970/71                    | Krajský přebor — sk. Bratislava | 5      | 25 | 11 | 8 | 6  | 37 | 28 | +9  | 30 | 4.  |
| 1971/72                    | Krajský přebor — sk. Bratislava | 5      | 25 | 11 | 7 | 7  | 41 | 34 | +7  | 29 | 5.  |
| 1972/73                    | Krajský přebor — sk. Bratislava | 5      | 21 | 12 | 6 | 3  | 33 | 14 | +19 | 30 | 1.  |
| 1973/74                    | Krajský přebor — sk. Bratislava | 5      | 23 | 12 | 4 | 7  | 41 | 32 | +9  | 28 | 2.  |
| 1974/75                    | Krajský přebor — sk. Bratislava | 5      | 25 | 6  | 4 | 15 | 25 | 46 | −21 | 16 | 13. |
| 1975/76                    | Krajský přebor — sk. Bratislava | 5      | 26 | 8  | 8 | 10 | 25 | 28 | −3  | 24 | 9.  |
| 1976/77                    | Krajský přebor — sk. Bratislava | 5      | 24 | 4  | 5 | 15 | 33 | 50 | −17 | 13 | 13. |

## Спонсонри
| Роки      | Виробники форми | Титульний спонсор |
| --------- | --------------- | ----------------- |
| –1992     | Puma            | INCHEBA           |
| 1993–1998 | Adidas          | VÚB               |
| 1998–1999 | Adidas          | SPP               |
| 2000–2003 | Adidas          |                   |
| 2003–2004 | Adidas          | SPP               |
| 2004–2005 | Adidas          |                   |
| 2005–2008 | Nike            | Doprastav         |
| 2008–2009 | Nike            |                   |
| 2009–2010 | Nike            | Grafobal          |
| 2010–2011 | Adidas          | Grafobal          |
| 2011–2017 | Adidas          | Niké              |
| 2017–2018 | Adidas          |                   |
| 2019–2020 | Adidas          | Grafobal          |
| 2020–     | Adidas          | Niké              |